# St. Nikolaus (Veringenstadt)
| St. Nikolaus, Veringenstadt                           |                    |
|                                                       |                    |
| Gesamtansicht mit Glockenturm, Kirchenschiff und Chor |                    |
| Ort                                                   | Veringenstadt      |
| Konfession                                            | römisch-katholisch |
| Diözese                                               | Freiburg           |
| Patrozinium                                           | Nikolaus von Myra  |
| Baujahr                                               | 1316               |
| Bautyp                                                | Saalkirche         |
| Funktion                                              | Pfarrkirche        |

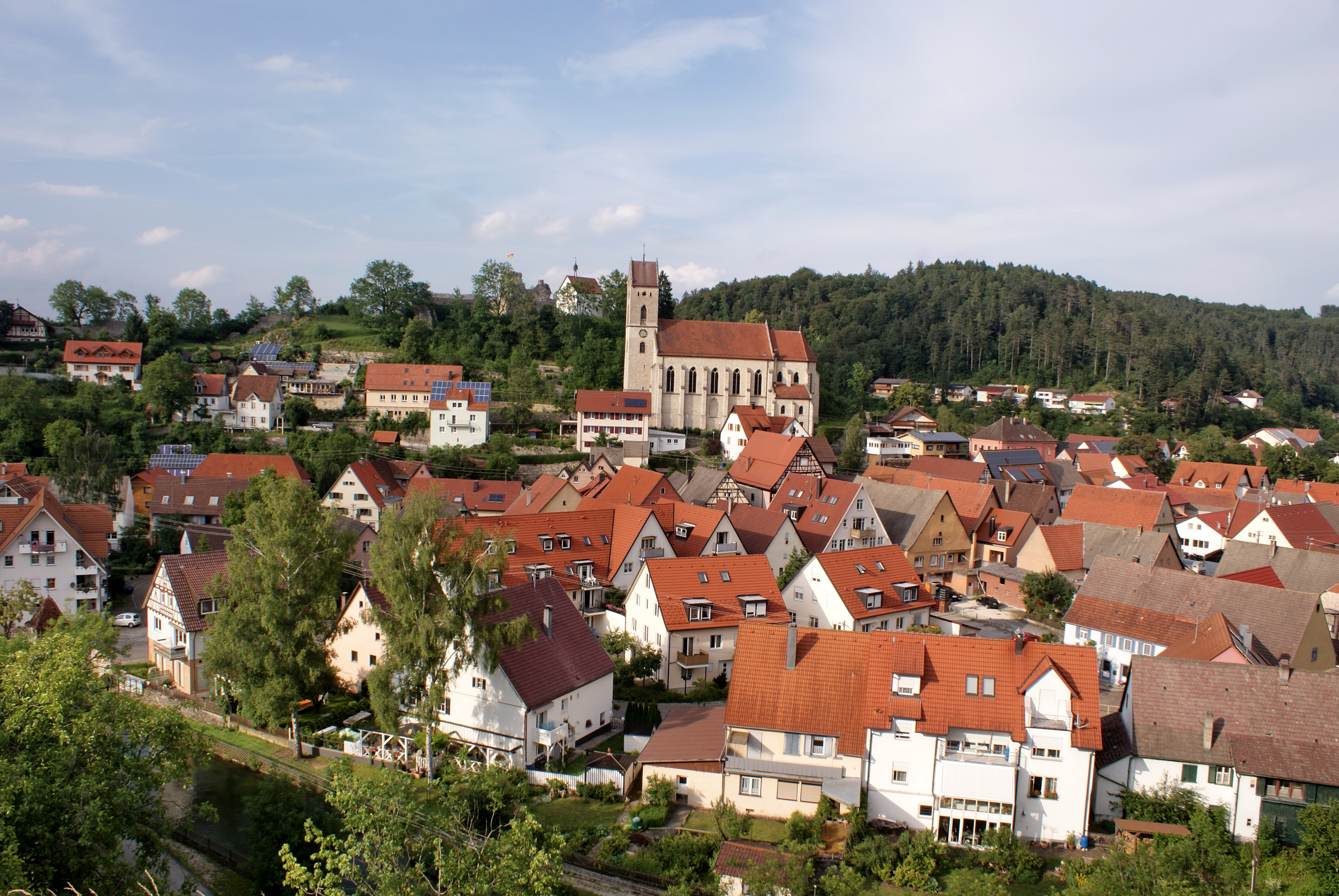
Veringenstadt, St. Nikolaus-Kirche und Burg mit Peterskapelle

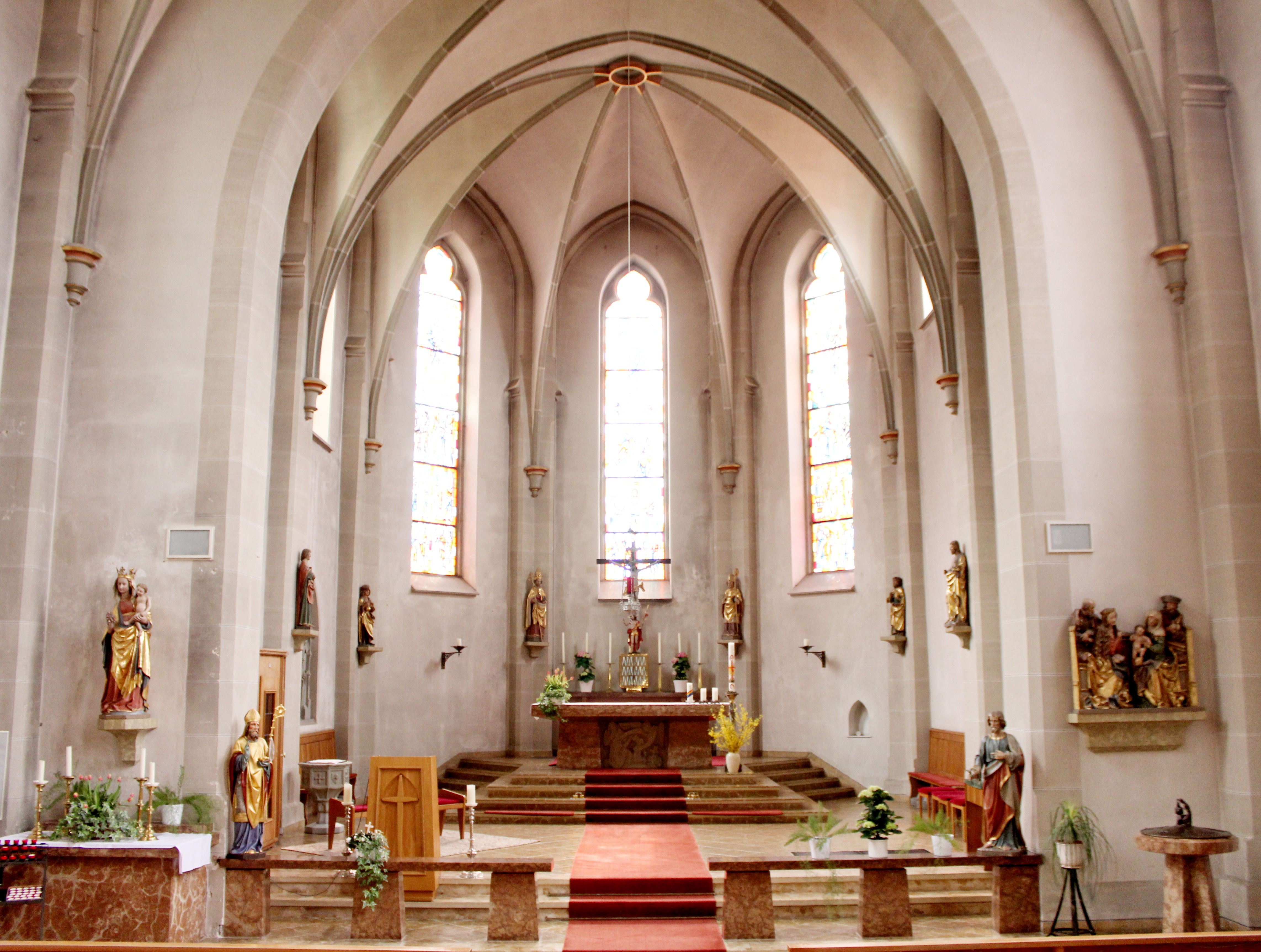
Chorraum von St. Nikolaus Veringenstadt

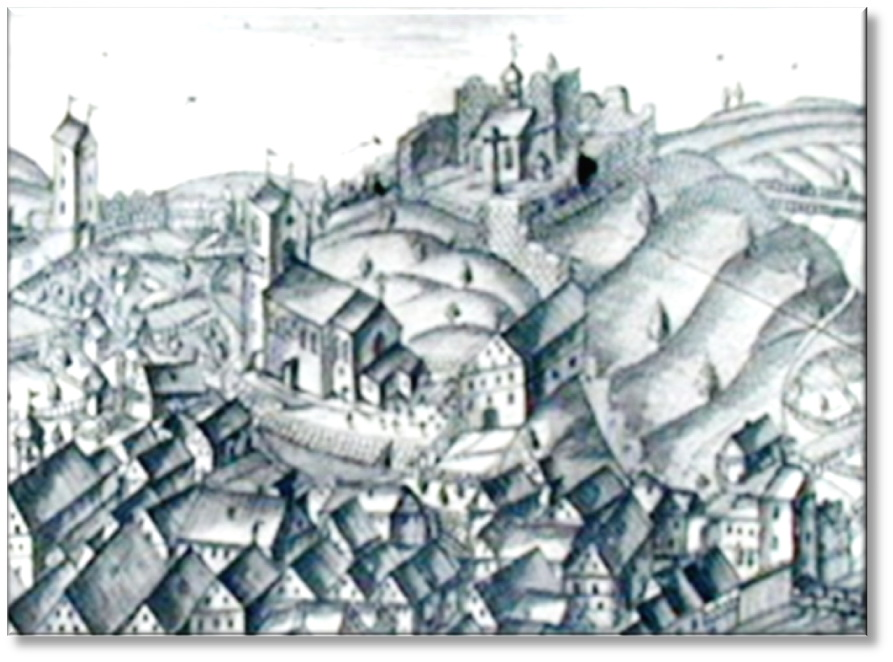
Detail aus einem Veringer Zunftbrief um 1800

Die römisch-katholische Stadtpfarrkirche St. Nikolaus prägt mit ihrem hochragenden Glockenturm maßgeblich die Ansicht von Veringenstadt. Die heutige Kirche geht auf mehrere Vorgängerbauten bis auf das Jahr 1316 zurück. Von den Anfängen zeugt der untere Turmschaft mit einem romanischen Eingangsportal und einem romanischen Taufstein im Eingangsbereich. Das Langhaus, der Chor und der obere Teil des Glockenturmes entstanden zwischen 1862 und 1871. In der Kirche sind bedeutende gotische und barocke Bild- und Schnitzwerke zu sehen: Werke der Künstlerfamilie Strüb, von Niklaus Weckmann und Jörg Syrlin d. J. Die Chorfenster sind ein Werk des Ulmer Glasmalers Wilhelm Geyer. 
Die Pfarrkirche St. Nikolaus ist Bestandteil der Seelsorgeeinheit Straßberg-Veringen, die im Dekanat Sigmaringen-Meßkirch der Erzdiözese Freiburg liegt.

## Geschichte St. Nikolaus

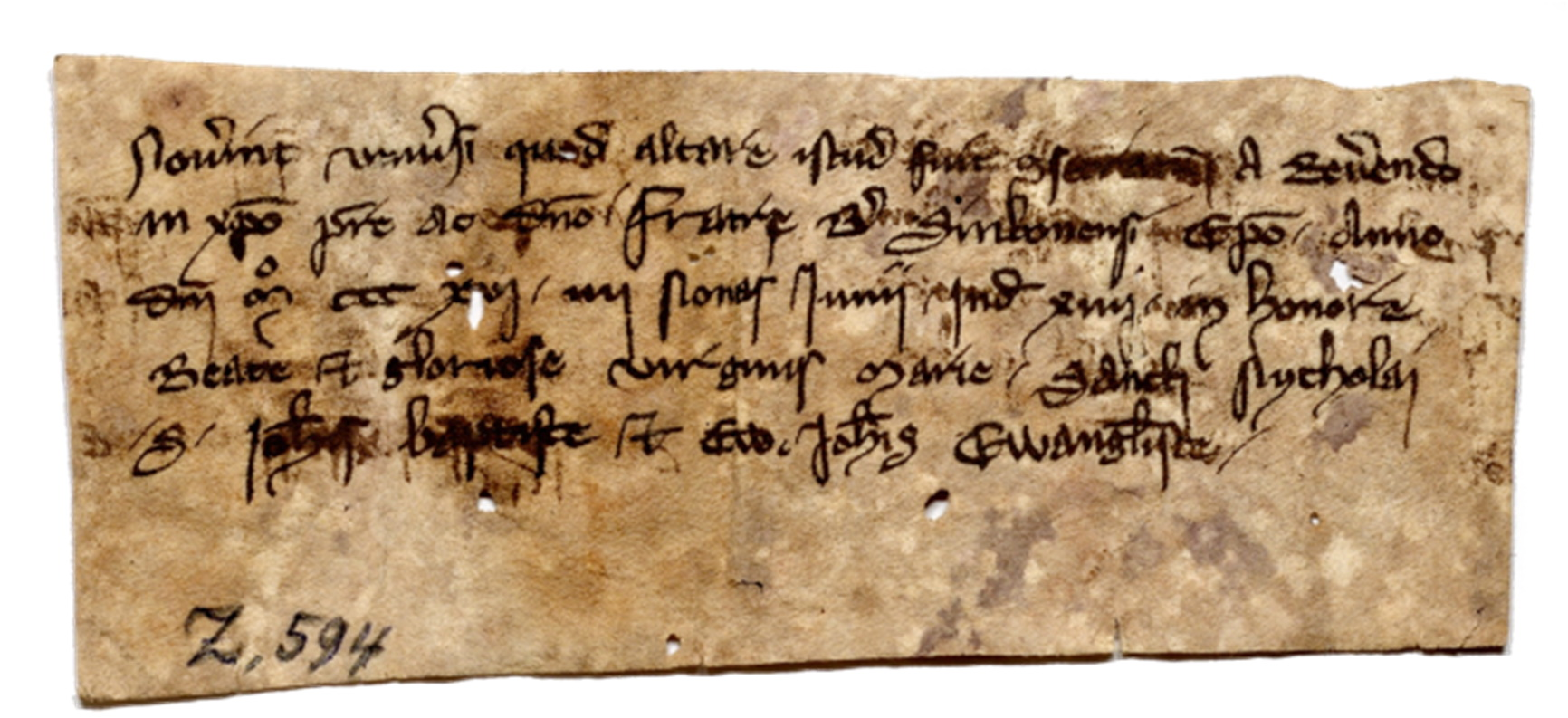
Urkunde der Altarweihe St. Nikolaus am 2. Juni 1316.

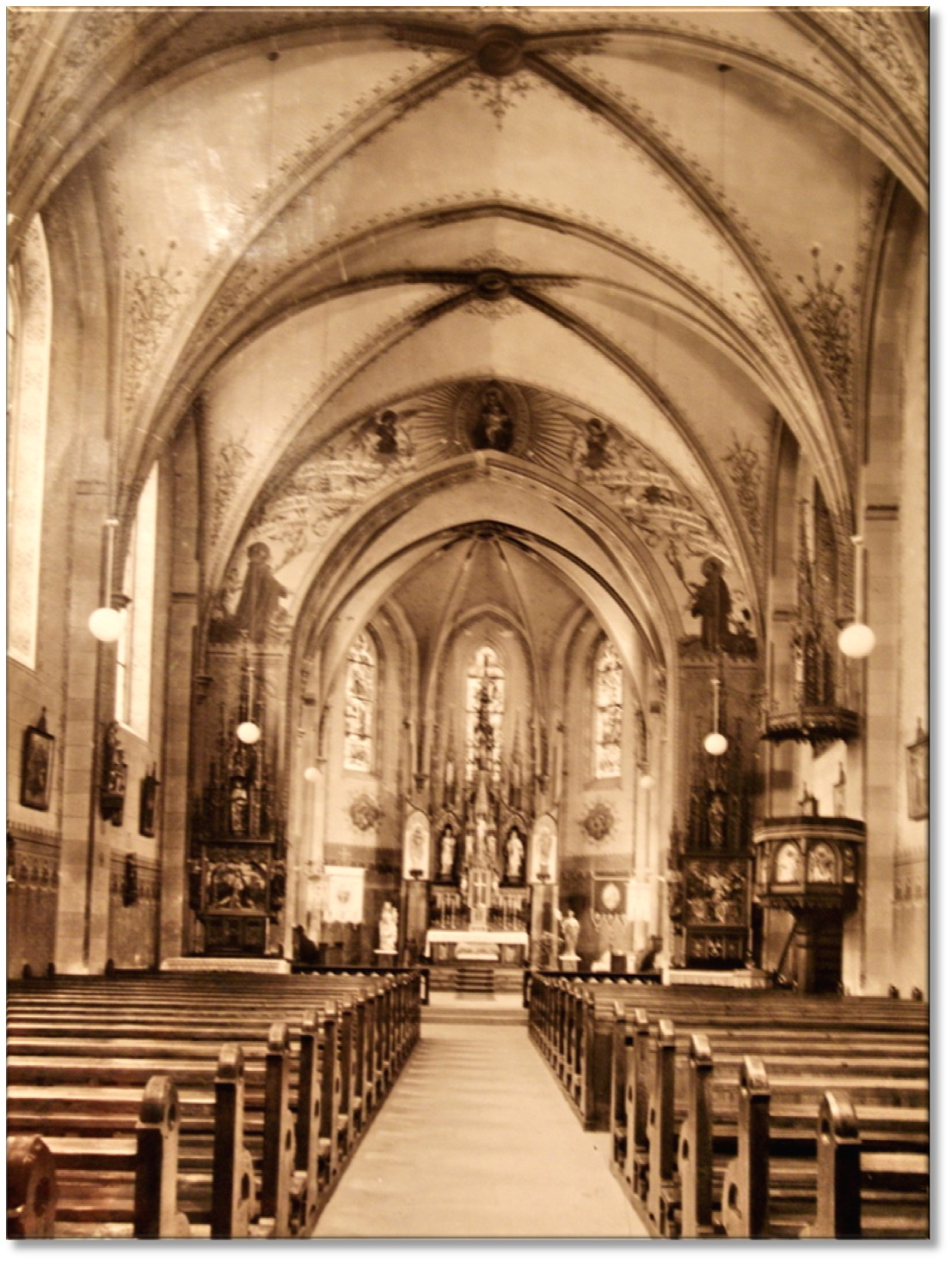
Innenansicht um 1930

### Pfarreigeschichte
In der kaiserlosen Zeit Mitte des 13. Jahrhunderts blieben Raub, Mord und Totschlag ungesühnt und die Pest breitete sich rasch aus. Viele umliegende Weiler wurden aufgegeben und die Bewohner schlossen sich im Schutz der Burg Veringen zu einer Stadt zusammen.
Zunächst konnte die Stadt keine eigene Pfarrei gründen und verfügte damit auch über keinen eigenen Friedhof. Die Bewohner der Oberstadt bis zum Rathausbrunnen und am Gassengraben (heute Bahnhofstraße) gehörten zur Pfarrei Deutstetten und die Unterstadt zu Veringendorf.
Die ursprüngliche kleine Nikolauskapelle hatte eine kleine Rotunde, die nur dem Altar Raum bot. Um die Kapelle zu vergrößern, wurde der enge halbkreisförmige Chor abgebrochen und dafür ein sehr großer angebaut, in welchem außer dem Altar auch Bänke Platz fanden Dieser Bau samt Altar wurde am 2. Juni 1316 durch den Weihbischof Berthold von Konstanz eingeweiht.
1471 wurde die Nikolauskapelle erneut erweitert.
1515 bestanden sieben Kaplaneien mit ihren jeweiligen Kaplänen, die später in der St.-Nikolaus-Pfarrei zusammengefasst wurden:
- Ursula-Kaplanei seit 1360
- Katharinen-Kaplanei seit 1368
- Thomas-Kaplanei seit 1425
- Hl.-Geist-Kaplanei seit 1464
- Johannis-Kaplanei seit 1467
- Frühmess-Kaplanei seit 1497(?)
- Anna-Kaplanei seit 1515

Zu Beginn des 19. Jahrhunderts war die nahegelegene Kirche Deutstetten die meistbesuchte Wallfahrtskirche in Hohenzollern-Sigmaringen und Hohenzollern-Hechingen. Diese Wallfahrtskirche sollte laut Mitteilung des Oberamts Sigmaringen vom 26. April 1811 wegen unzureichenden Stiftungsvermögens mit der Pfarrgemeinde Veringenstadt vereinigt werden und die St. Nikolauskirche abgebrochen werden. Dieser Plan wurde jedoch nicht umgesetzt.
Nachdem Napoleon 1806 endgültig das Heilige Römische Reich deutscher Nation zerschlug, führten die politischen Veränderungen dazu, dass St. Nikolaus 1821 zur Pfarrei und damit zur Pfarrkirche erhoben wurde.

### Geschichte des Kirchengebäudes
Bis 1861 reichte die Länge der Nikolaus-Kapelle einschließlich der Altar-Rotunde bis zur jetzigen 1. Stufe der Kommunionbank. 1861 wurde mit dem Abbruch der alten Kirche begonnen. Lediglich der untere Teil des Kirchturmes blieb stehen. Die aktuell stehende Kirche wurde 1871 eingeweiht.
1894 wurde der Kircheninnenraum ausgemalt. Auf der linken Seite des Chorbogens entstand ein Wandbild mit Hermann dem Lahmen aus dem Geschlecht der Grafen von Veringen, die von Altshausen kamen. Er war genialer Mönch der Reichenau und wurde von seinen Zeitgenossen „Wunder des Jahrhunderts“ genannt. Er war vermutlich der Verfasser des „Salve Regina“. Auf der rechten Seite des Chorbogens war der hl. Fidelis von Sigmaringen dargestellt.
1957 erfolgte eine grundlegende Neugestaltung. Um die vormals dunkle Kirche heller zu gestalten, wurden die drei Chorfenster um zwei Meter nach unten verlängert. Die Wände wurden bewusst zurückhaltend gestaltet, um die alten Plastiken sowie die neuen Fenster gut zur Wirkung zu bringen und dem Raum Klarheit und Ruhe zu geben. Durch die lockere Anordnung der Skulpturen wird auch verdeutlicht, dass die Skulpturen wechselvolle Aufenthaltsorte in Veringenstadt mit seinen vielen Kaplaneien erlebten.

### Pfarrer der Pfarrei
- siehe → Liste der Pfarrer von Veringenstadt

## Turm und Eingangsportal
Der untere Turmschaft stammt aus dem Anfang des 13. Jahrhunderts. Vom zweiten Geschoss aufwärts stammt der Turm aus dem Jahre 1863. Der Turm ist insgesamt ca. 40 m hoch.
An der Südseite des Turmes befand sich bis 1956 eine Außenkanzel. Die Brüstung war frühgotisches Plattenmaßwerk und stammte von der Kommunionbank der alten Kirche vor 1863.
Das romanische Eingangsportal an der Ostwand des Turmes besitzt doppelte, abgesetzte Leibungen dreiviertel Monolith-Säulen mit Kapitellen und stammt wohl von der 1316 eingeweihten Kirche.

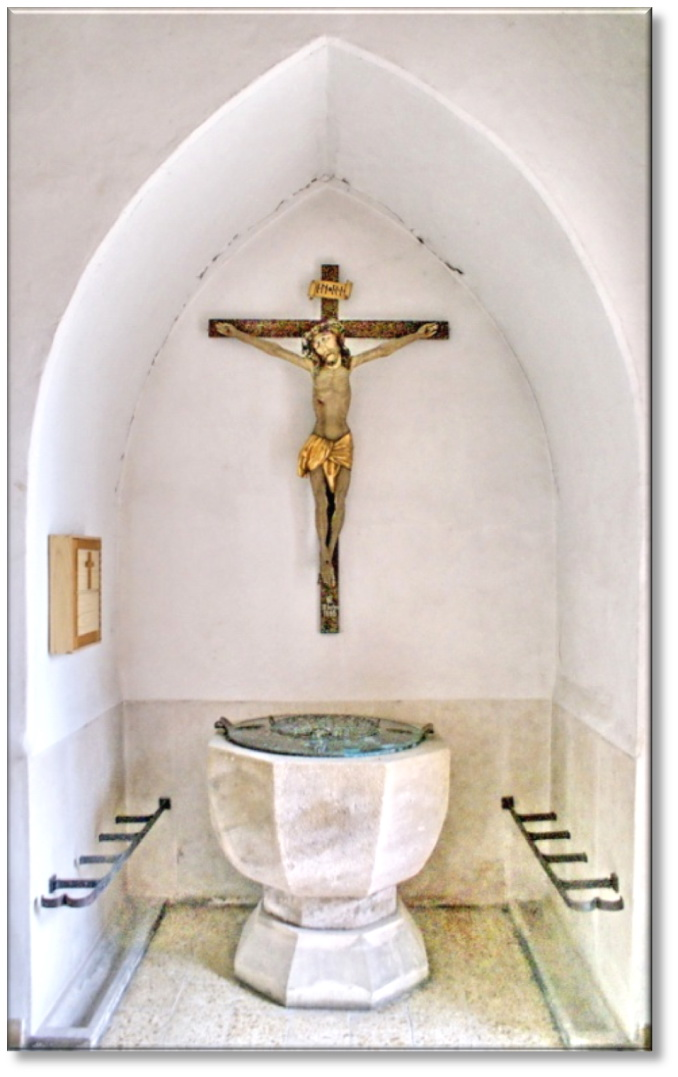
Romanischer Taufstein im Eingangsbereich
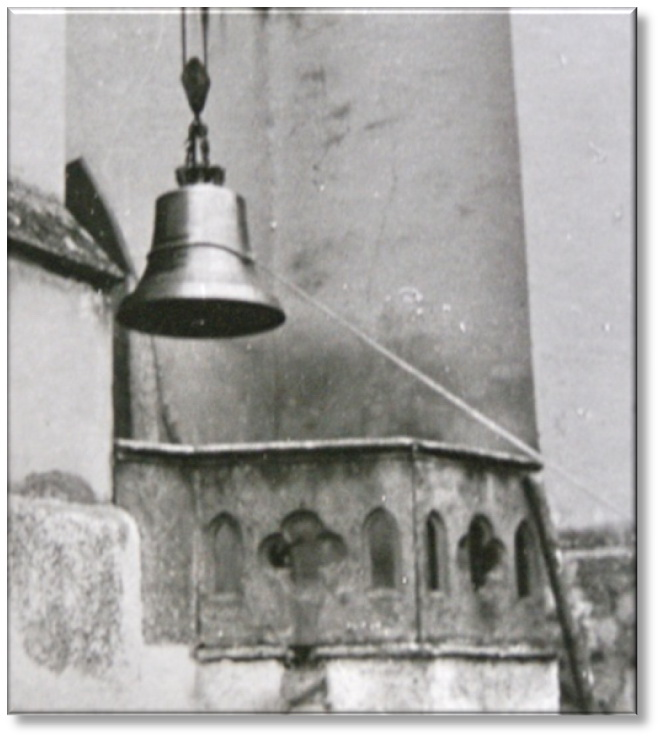
Außenkanzel beim Aufzug einer Glocke 1949
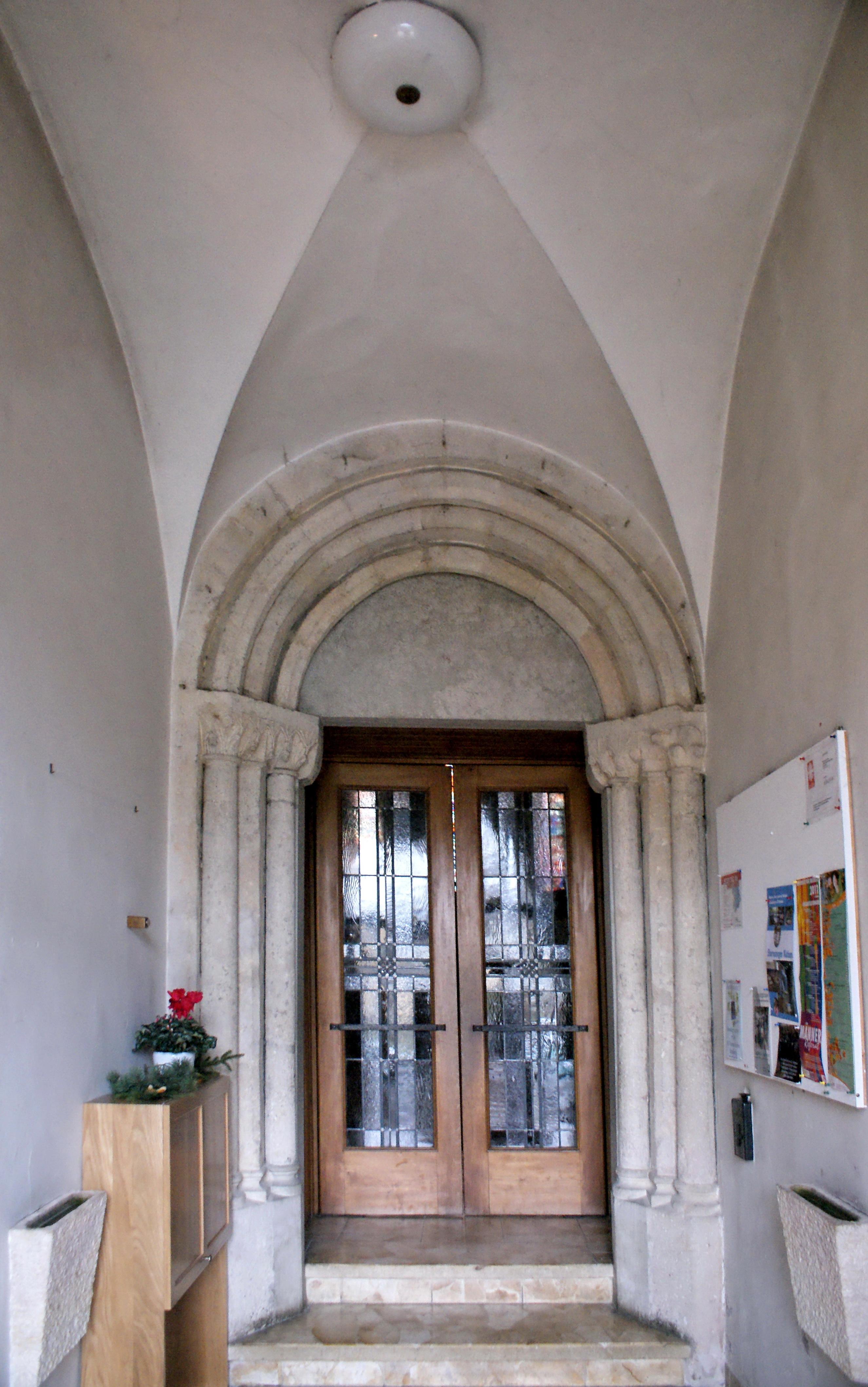
Romanischer Torbogen

## Ausstattung nördliche Langhauswand

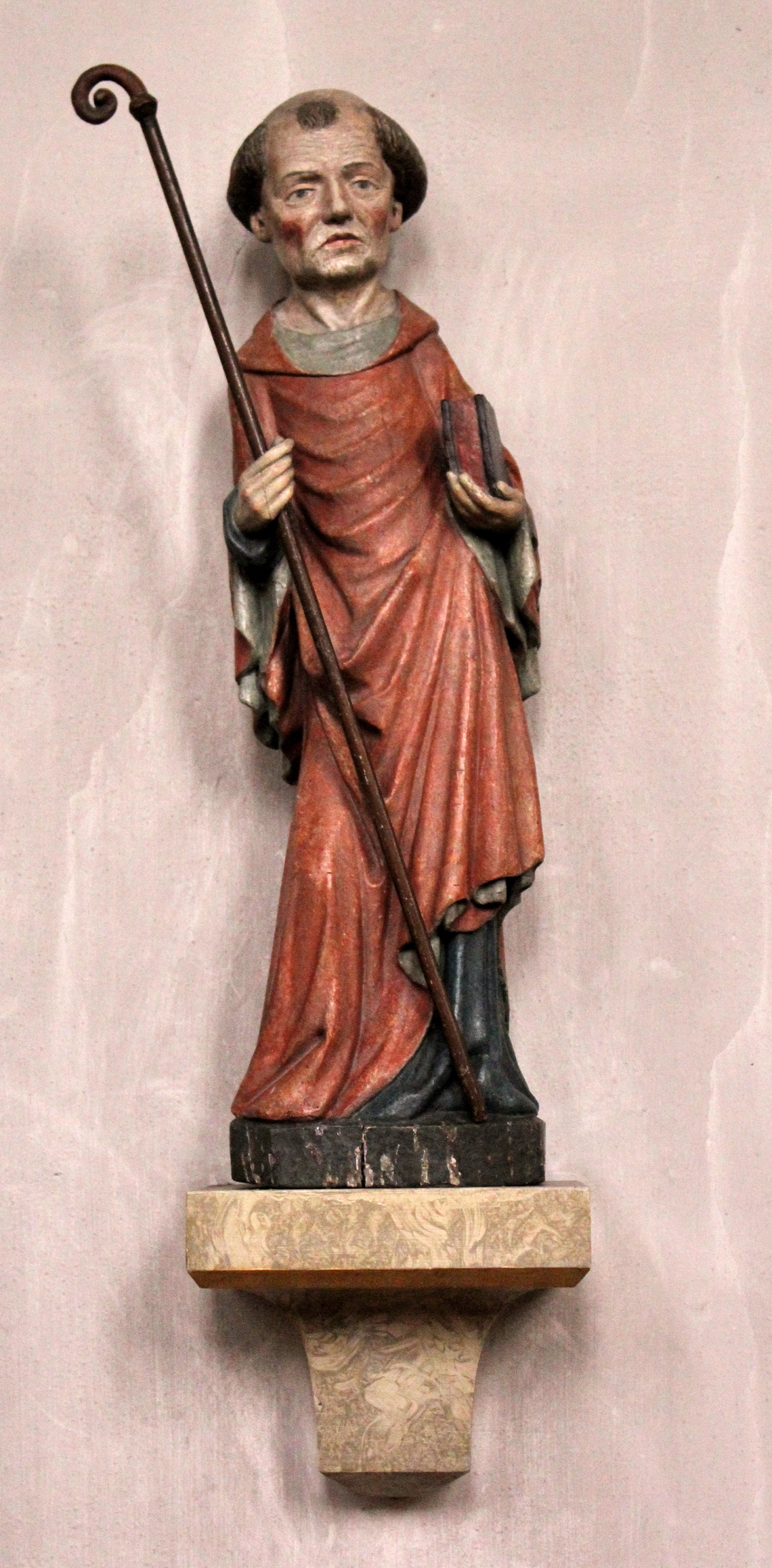
Hl. Erhard

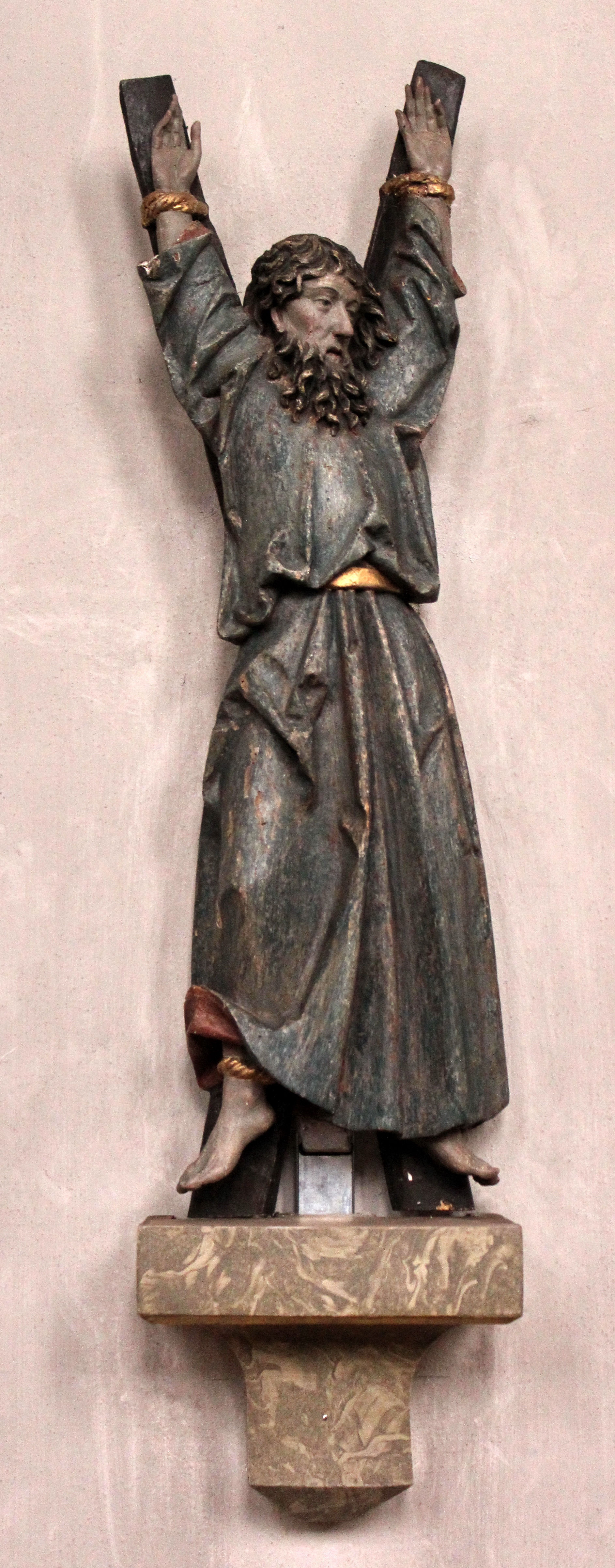
Apostel Andreas

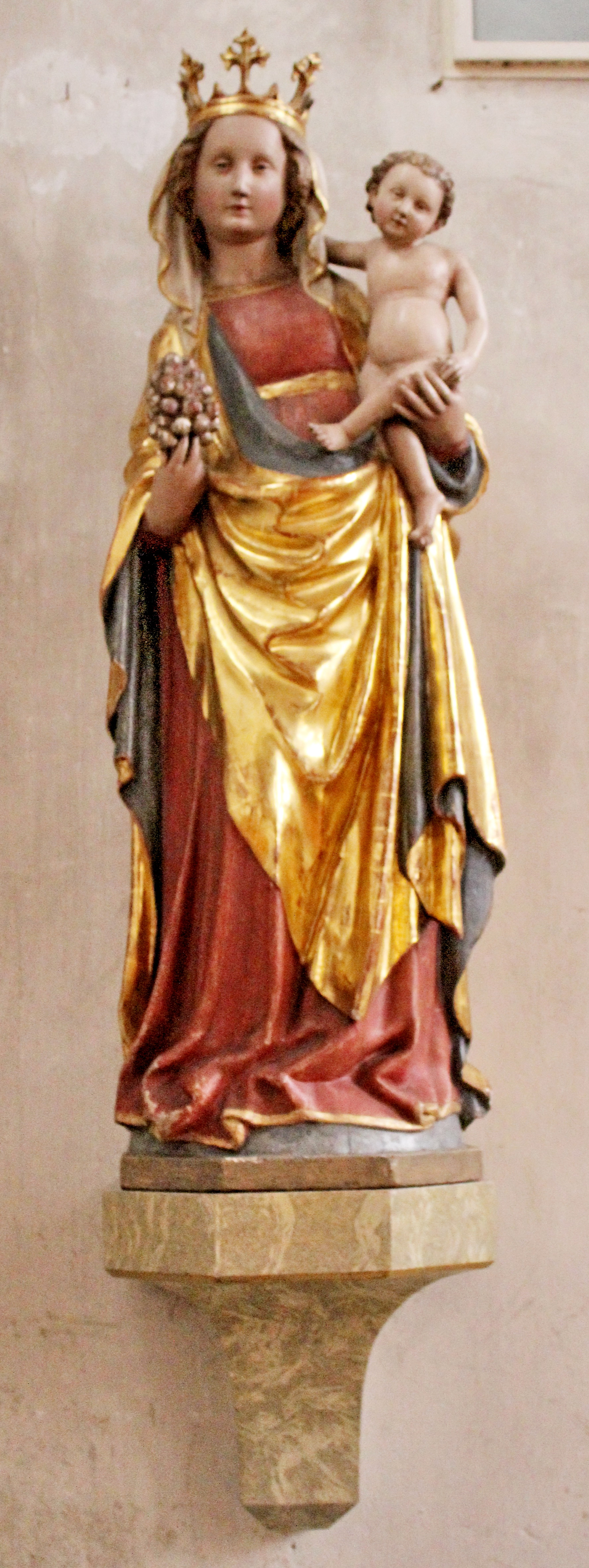
Maria mit Kind und Weintraube

### Hl. Bischof Erhard
Die Figur des hl. Bischofs Erhard an der nördlichen Langhauswand ist die älteste Figur der Kirche. Um 1410; Höhe 68 cm; Lindenholz; alte Fassung freigelegt und ergänzt. Vermutlich Arbeit eines unbekannten Veringer Bildhauers. Bischofsstab neu.
Gegen Ende des 7. Jahrhunderts war er als Wandermönch im Elsass unterwegs und gründete hier zahlreiche Klöster. Aus jener Zeit ist die Legende überliefert, nach der er der elsässischen Herzogstochter Odilia, die von Geburt an blind war, während ihrer Taufe das Augenlicht wiedergab. Der hl. Erhard wird als Patron gegen Augenleiden, Pest und Viehkrankheiten verehrt.
Der Bischof mit schlankem Körper, den Bischofsstab in der Hand und einem Buch als Attribut. Wie ein Mönch trägt er einen geschorenen Kopf mit Haarkranz und eine Locke über der Stirn. Der hl. Erhard wird in der Regel in Pontifikalgewändern dargestellt. Hier erscheint er in schlichter, langer roter Kasel. Am Hals sind deutlich die Ansätze einer Kapuze zu sehen.
Die mittelalterliche Pfarrkirche Deutstetten war dem hl. Bischof Erhard und der hl. Walburga geweiht. Nachdem Deutstetten um 1530 verfallen war, ist diese Figur vermutlich von Deutstetten in die St. Nikolauskirche übernommen worden.

### Grabplatte
Ebenfalls an der nördlichen Langhauswand befindet sich eine 1,90 m hohe und 60 cm breite Grabplatte aus Sandstein ohne Inschrift (ca. 12.–13. Jahrhundert). Im oberen Viertel befindet sich ein flaches Relief (2,4 cm) eines vortretenden griechischen Kreuzes mit gerundetem Stiel. Möglicherweise ist dies die Grabplatte eines Grafen von Veringen.

### Hl. Wendelin
Hl. Wendelin als jugendlicher Hirte, 1. Hälfte des 18. Jahrhunderts, Holz, alte Fassung, Höhe 66 cm, nördlichen Langhauswand.
Wendelin soll aus königlichem Geschlecht gestammen, sich jedoch für ein Leben im Dienste Gottes entschieden haben. Auf der Suche nach einem ungestörten Platz traf er einen Edelmann, der ihn zu seinem Viehhirten machte. Wendelins Demut und Frömmigkeit beschämte den Edelmann, der dem Heiligen daraufhin in der Nähe eines Mönchsklosters eine Zelle erbaute.

### Hl. Apostel Andreas
Eine Figur des hl. Apostels Andreas befindet sich ebenfalls an der nördlichen Langhauswand. Die 60 cm hohe Figur ist aus Lindenholz, auf der Rückseite glatt, alte Fassung wurde freigelegt und ergänzt. Bildhauer der Familie Strüb, Veringenstadt um 1510 (evtl. Jakob Strüb d. J. "Meister des Rother Altars" (Glanzstück des Mannheimer Reiss-Museums)).
Der Bruder von Simon Petrus findet selten eine Darstellung; zumeist wird er in seinem Martyrium gezeigt, mit festgebundenen Händen und Füßen am Schrägkreuz, entsprechend der altchristlichen Tradition, nach der er am 30. November 60/62 in Patras in Griechenland das Martyrium erlitten haben soll. Er ist der Schutzherr der Fischer, Seiler, Metzger, Wasserträger und wurde angerufen um Heirat, gegen Gicht und Halsweh. Nachdem Petrus als Patron der Kapelle auf der Burg Verehrung gefunden hatte, wollte man dessen Bruder Andreas in Veringenstadt nicht vergessen. Möglicherweise befand sich die Figur früher in der Peters-Kapelle.
Der lebend dargestellte Andreas mit wirrem Haar und struppigem Bart ist nicht ans Kreuz genagelt, sondern mit Stricken festgebunden. Den Kopf wendet der Apostel zur linken Seite, die Augen geöffnet und auf das zu seinen Füßen gedachte Volk niederblickend, dem er noch zwei Tage lang gepredigt habe.

### Muttergottes
Skulptur einer stehenden, spätgotischen Muttergottes mit Kind und Weintraube. Weicher Stil. Ca. 1430–1440; Höhe 125 cm; Holz; neu stark vergoldet. Das aufrecht sitzende Kind auf dem Arm hat seine rechte Hand um den Hals der Mutter gelegt. Von ihrem geradeaus gerichteten, gekrönten Haupt mit länglichem, von Locken gerahmten Gesicht fällt das Kopftuch beidseitig in Ringelfalten auf die Schultern. „Gebenedeit ist die Frucht deines Leibes“. So wird zu Maria gebetet und das ist die Symbolik der Weintrauben. Maria bringt der Menschheit eine Frucht, die Heil und Leben bringt.
Diese Figur war vom Mittelalter an bis 1862 die Hauptfigur eines schlichten Schreins, flankiert von hl. Fabian und hl. Nikolaus. Der alte Schrein war eingerahmt von auf 2 Doppelflügeln gemalten Szenen aus dem Leben der Gottesmutter. Diese Bildtafeln wurde 1815 verkauft. Es ist anzunehmen, dass diese Bildtafeln des „Marienlebens“ von Hans und Jakob Strüb gemalt worden sind. Im Fürstlich Hohenzollerischen Schloss-Museum in Sigmaringen befinden sich „7 Bildtafeln des Marienlebens“ von Hans und Jakob Strüb, die als Foto-Reproduktionen im Strübhaus in Veringenstadt zu sehen sind.

## Ausstattung Chorraum

### Altar

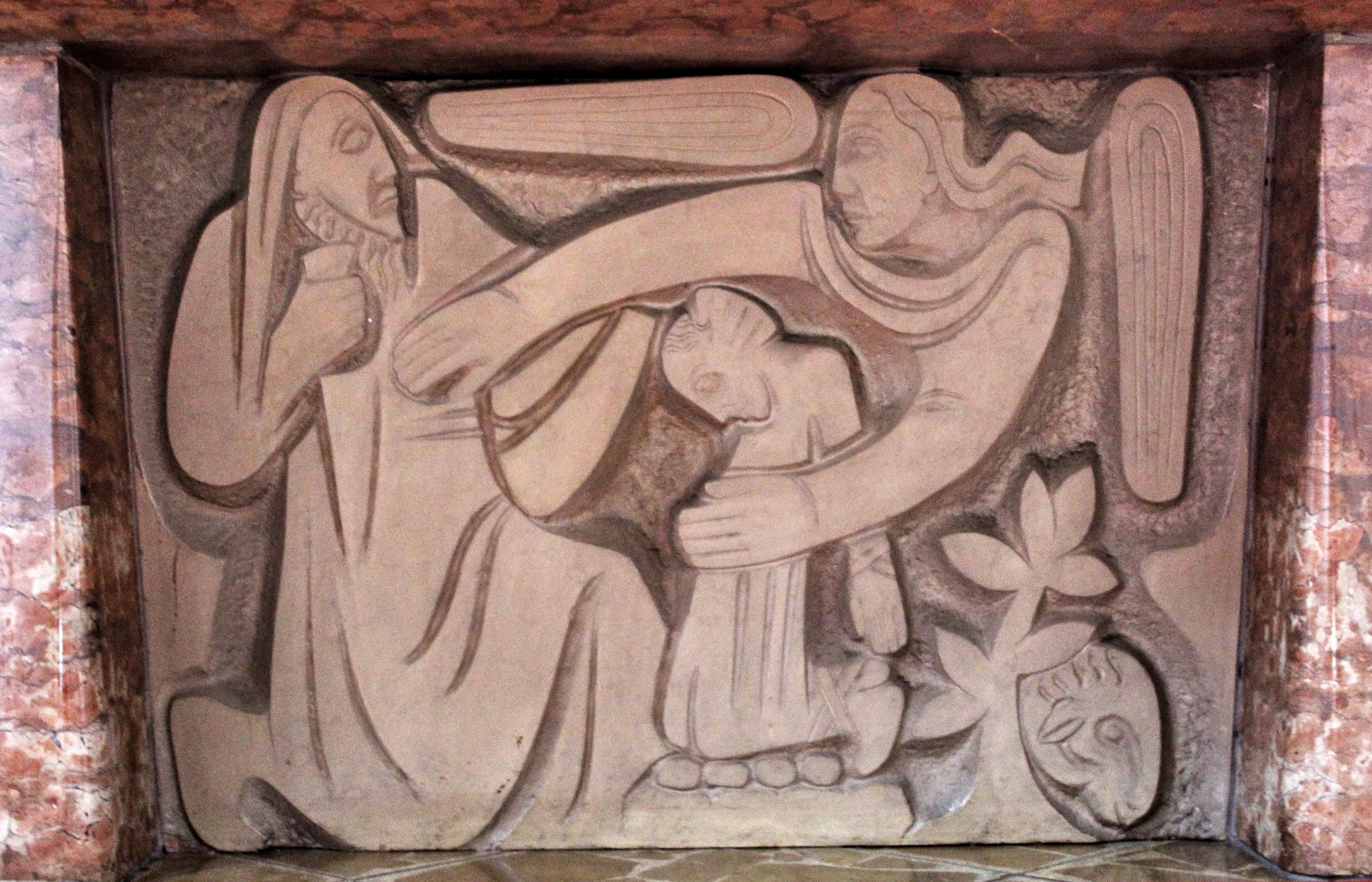
Relief „Isaaks Opferung“

Der große und schwere Hochaltar aus Trientiner Marmor mit seiner Monumentalität und klaren Form beherrscht den ganzen Chorraum. Das in den Altar eingelassene Relief „Isaaks Opferung“ ist eine Arbeit des Bildhauers Oskar Steidle aus Schwenningen (Heuberg) aus dem Jahre 1956.
In das sepulcrum (Grab) des Hauptaltares wurde eine Reliquie des hl. Märtyrer-Papstes Fabian († um 250) eingemauert.
Die Schlichtheit des Raumes soll die Konzentration auf das Wesentliche erleichtern.
Hinter dem Hochaltar sind zwei Grabplatten eingelassen von Georg von Rechberg († 1554) sowie dessen Gemahlin Katharina von Rechberg († 1564).

### Chorfenster
Die Chorfenster sind ein Werk des bekannten Ulmer Glasmalers Wilhelm Geyer. Er war Mitglied der Widerstandsgruppe Weiße Rose, die sich auf christliche und humanistische Werte berufen hatte. Während der Diktatur des Nationalsozialismus wohnten die Geschwister Sophie und Hans Scholl bei ihm in seiner Wohnung in München.
Wilhelm Geyer ist mit seinen Glasfenstern auch im Ulmer Münster, dem Kölner Dom, der Stiftskirche Xanten sowie dem Dom zu „Unserer lieben Frau“ in München vertreten. Die Ausführung der Fenster in Veringenstadt übernahm 1957 die Firma Wilhelm Derix in Rottweil.
Die kräftigen Farben stellen eine „lichte Offenbarung“ der zentralen Gedanken des christlichen Glaubens dar:
- Sündenfall
- Menschwerdung Gottes
- Leiden Christi
- Opfertod und
- Auferstehung Jesu Christi

Im zentralen Fenster ist Maria mit Hermann dem Lahmen dargestellt, einem Sohn des Grafengeschlechtes der Grafen von Veringen. Die Gottesmutter weist mit ihrer Geste wie in dem Gebet des Salve Regina „zeig uns Jesu, die gebenedeite Frucht deines Leibes“ auf die Darstellung des Gottessohnes im oberen Mittelfenster.

### Taufstein
Der achteckige Taufstein aus Sandstein (Höhe 90 cm, Breite 70 cm) entstand Ende des 15. Jahrhunderts. Auf einer Seitenfläche ist das Griechische Kreuz mit Knollen als „lebendiger Stamm“ und „Baum des Lebens“ dargestellt. Das Kreuz ist so Zeichen des Lebens gegen den Tod.

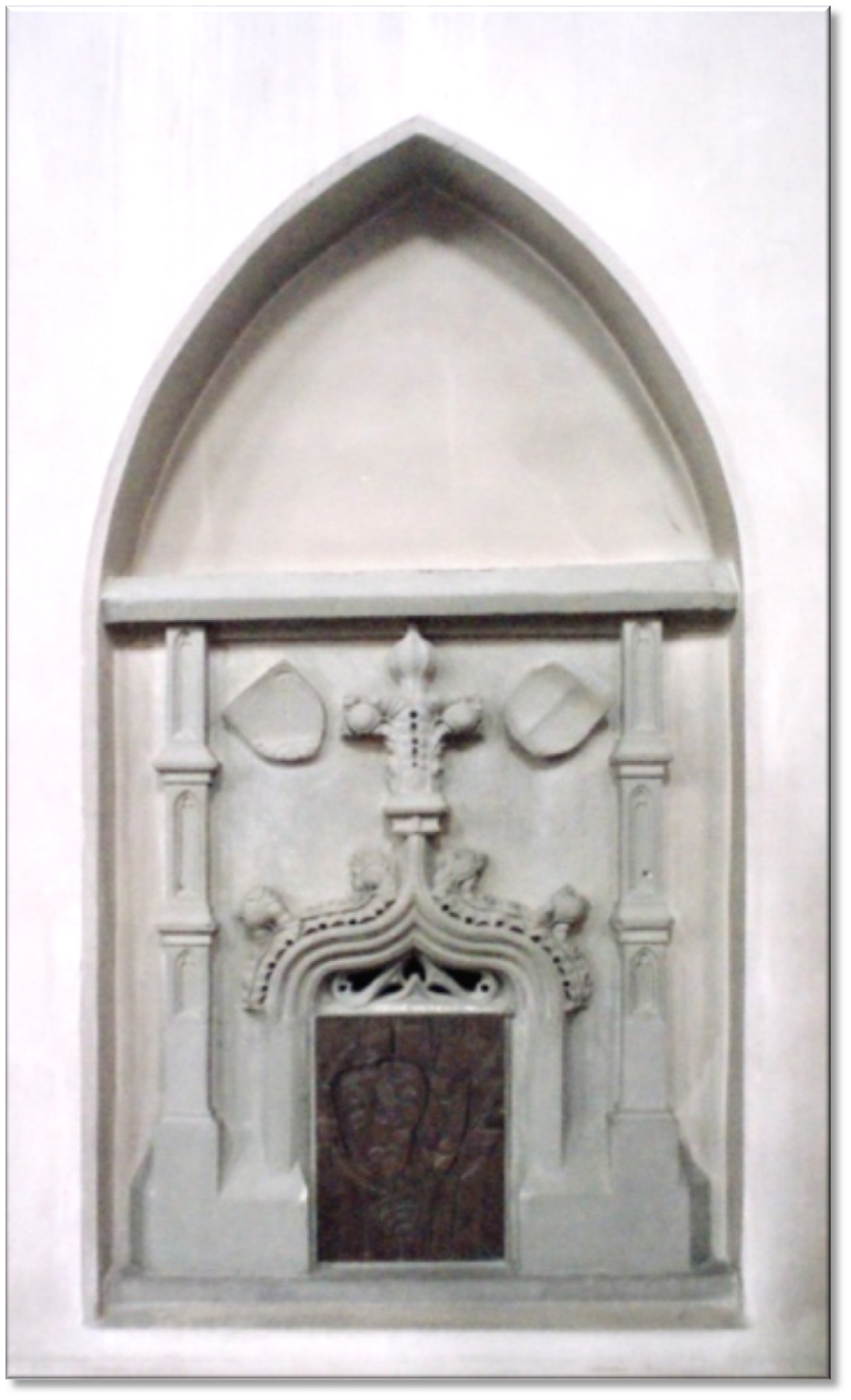
Sakrament-Nische, vermutlich 1471

### Sakrament-Nische
Die Sakrament-Nische ist 1,21 m hoch, 1,05 m breit und besteht aus Sandstein. Sie ist vermutlich 1471 bei der Erweiterung der Kirche entstanden. Sie wurde 1882 von der alten Kirche übernommen. Die Öffnung ist portalähnlich von einem Kielbogen mit Krabben und Kreuzblume eingefasst, die von zwei schräg gestellten Wappenschilden flankiert ist.

### Hl. Johannes der Täufer
Die Figur des hl. Johannes des Täufers besteht aus Lindenholz und ist hinten ausgehöhlt. Die Fassung wurde ergänzt und teilweise erneuert. Hergestellt wurde sie wohl um 1450 von einem Veringenstädter Bildhauer der Familie Strüb.
Streng aufrecht, den rechten Fuß nach vorn genommen, der andere weitgehend unter der Manteldraperie verborgen, tritt der Täufer dem Betrachter entgegen. In der Linken trägt er ein Buch, Sinnbild für das Wort Gottes, darauf das Lamm, auf das er mit seiner Rechten hinweist. Der Blick des mit kräftigen Haar und Bartsträhnen gerahmten Hauptes geht schräg nach links auf die Altarmitte.

### Hl. Bischof Nikolaus
Lindenholz, hinten ausgehöhlt, Fassung freigelegt und ergänzt, Höhe 110 cm. Wohl ein Veringenstädter Bildhauer der Familie Strüb – um 1450.
Der hl. Bischof Nikolaus, Patron der Seefahrer und Handelsleute, gehört mit zu den beliebtesten Heiligen des Mittelalters. Dass die Veringenstädter ihn zum Schutzpatron wählten, ist auch ein Zeichen, wie sehr das Lauchertstädtchen durch die Handelsleute geprägt war.

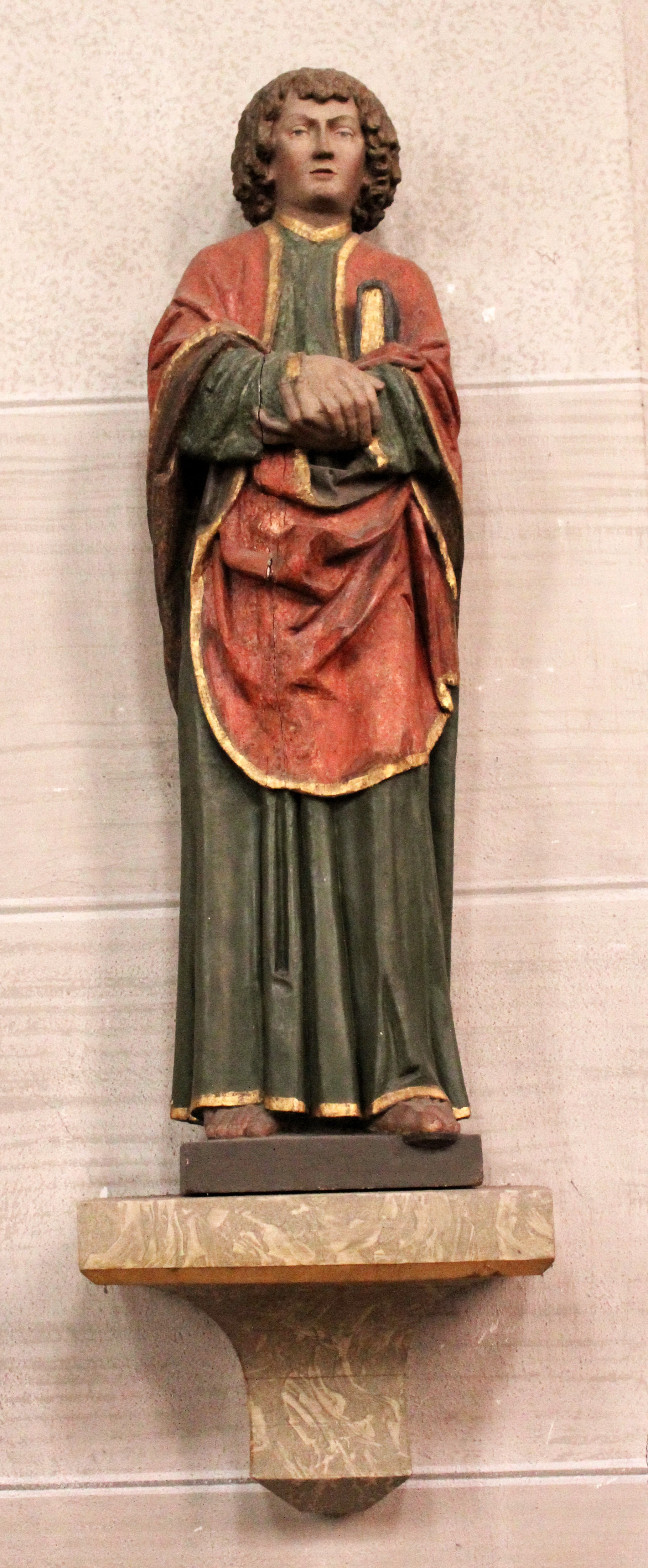
Hl. Johannes der Evangelist

Der Heilige im Bischofsornat steht aufrecht da, den Kopf mit Mitra ein wenig nach links gewandt. Die rechte Hand hält er segnend erhoben, mit der andern umfasst er den Bischofsstab, zugleich das Buch mit dem Wort Gottes aufrecht an sich drückend. Über dem Buch sind als typisches Attribut die drei goldenen Kugeln zu sehen, die der Heilige nach der Legende drei armen Mädchen zur Sicherung ihrer Heirat durchs offene Fenster geworfen haben soll.
Die zwischen den Armen nach unten spitz zulaufende Kasel zeigt jenes sanfte Faltengeschiebe, das zu kräftige Faltenstege vermeidet. Auch diese Figur ist ein Beleg für das Bemühen des Veringenstädter Bildhauers der Familie Strüb, die Zeit des „Weichen Stils“ zu überwinden.

### Hl. Petrus
Höhe 115 cm. Um 1450. Petrus mit der Tiara und den päpstlichen Insignien ist in einen weiten Mantel gehüllt.
Wohl ein Veringenstädter Bildhauer der Familie Strüb – um 1450.

### Hl. Johannes Evangelist
Höhe 110 cm. Um 1510. Die Figur des hl. Johannes Evangelist dürfte als Ersatzfigur des oben erwähnten Altarschreins gearbeitet sein.

## Ausstattung südliche Langhauswand

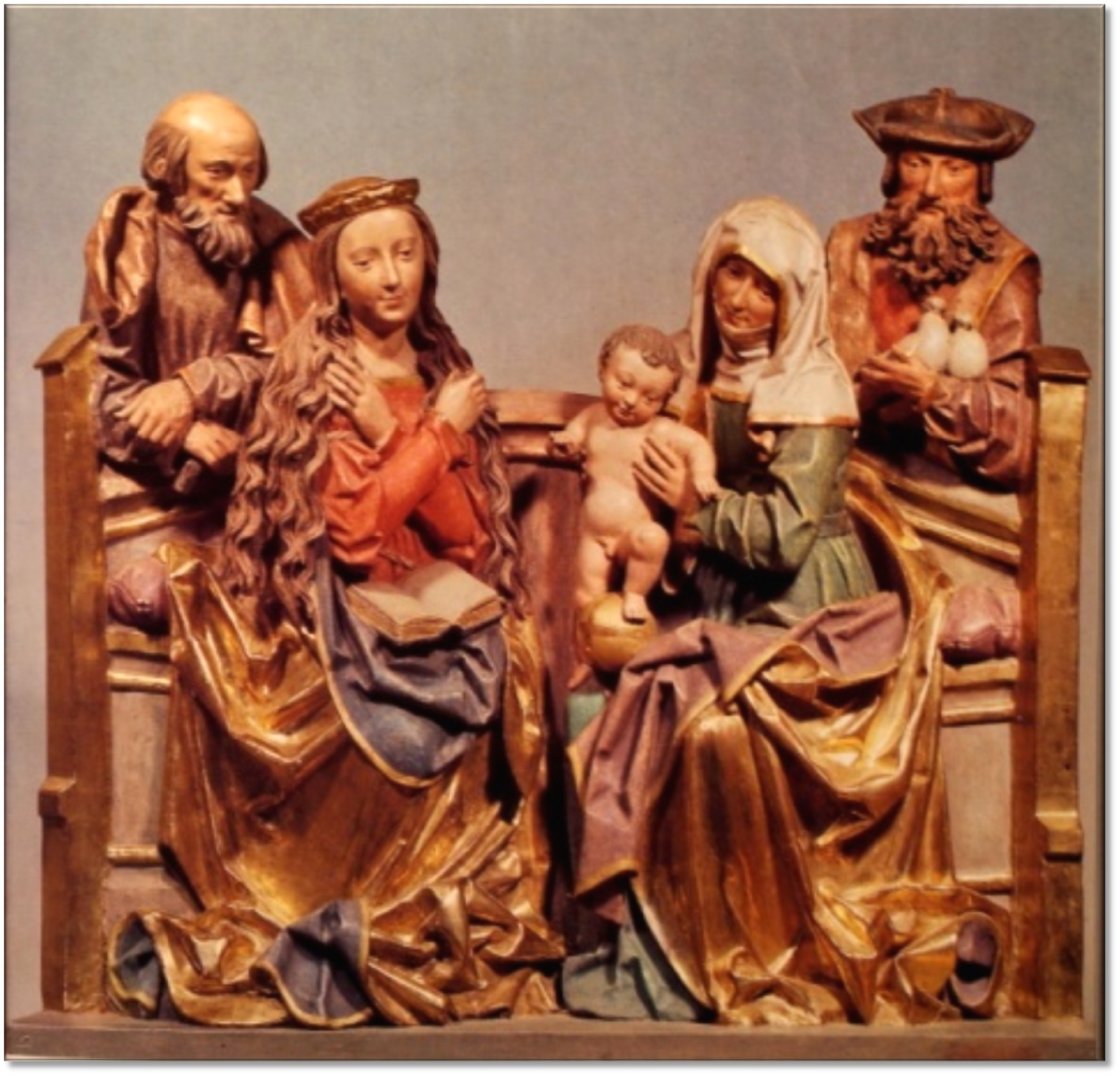
Hl. Sippe

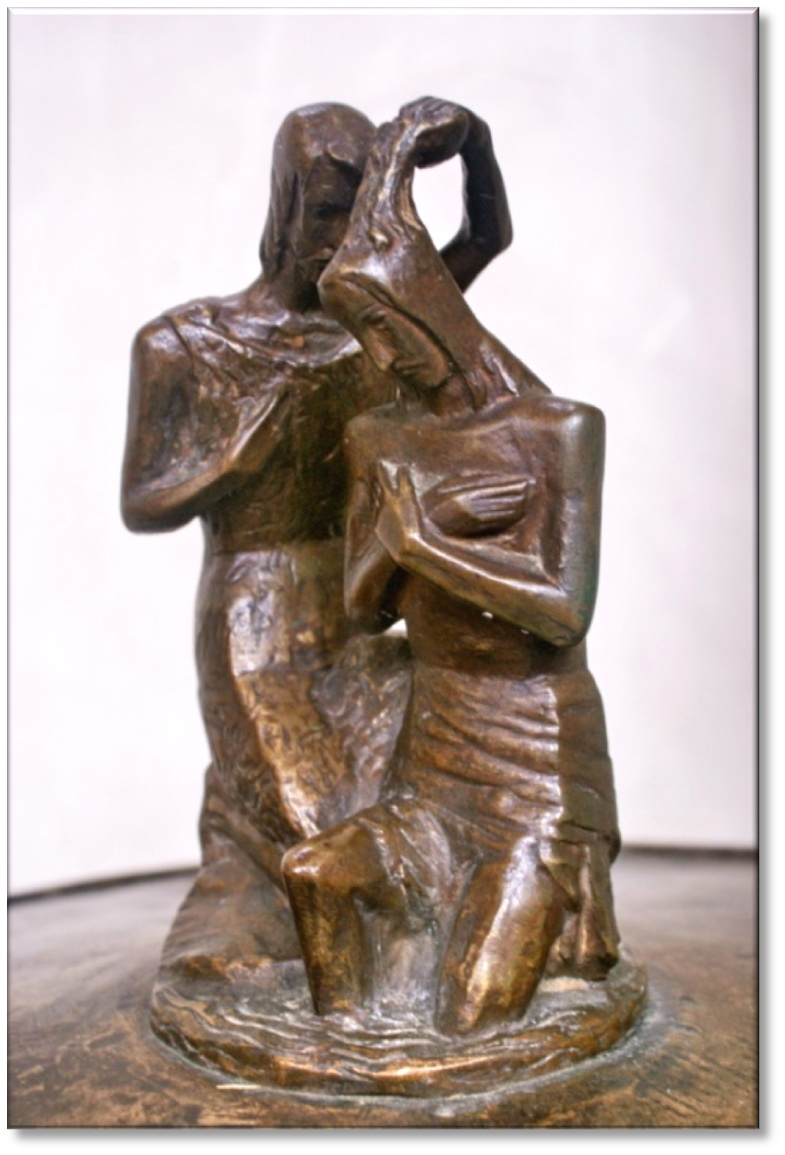
Taufe Jesu durch Johannes

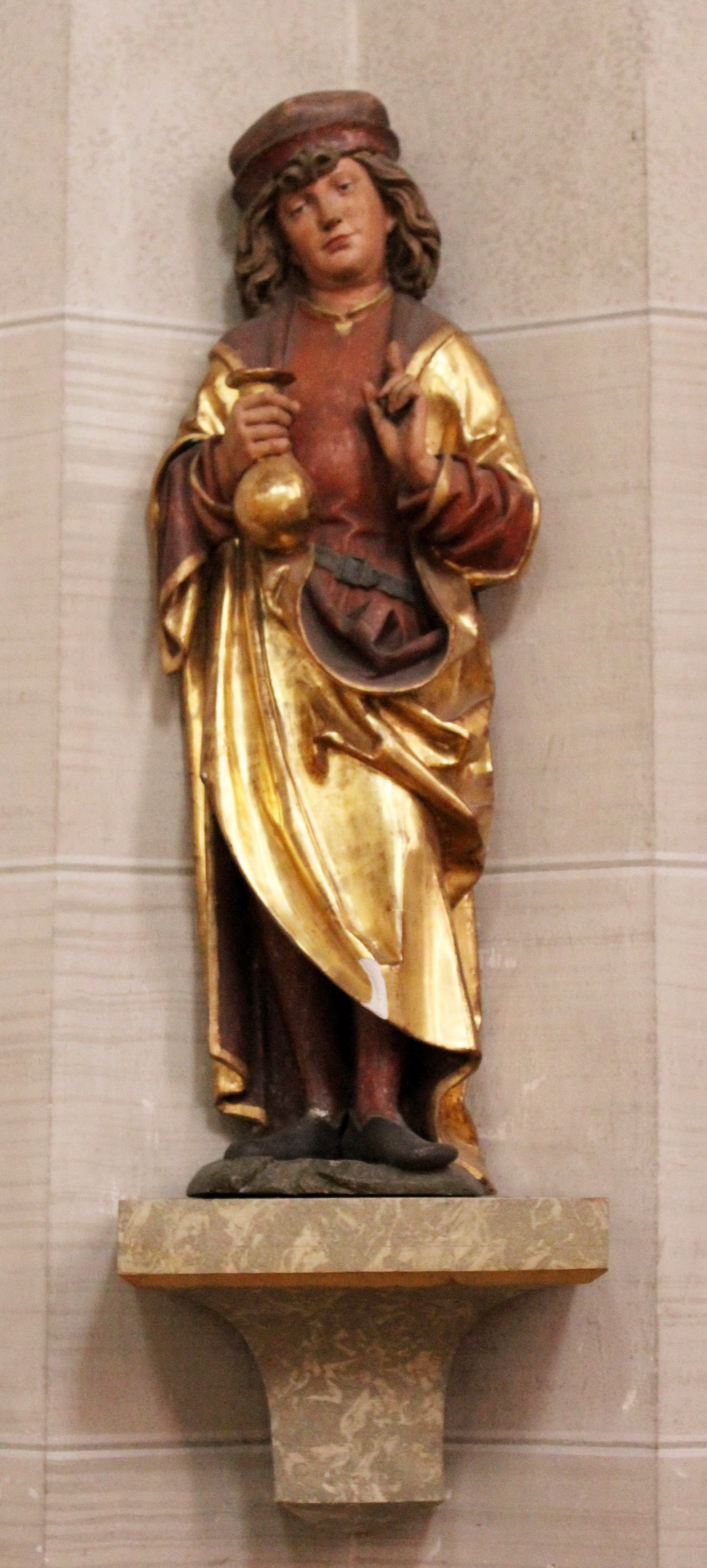
Hl. Damian

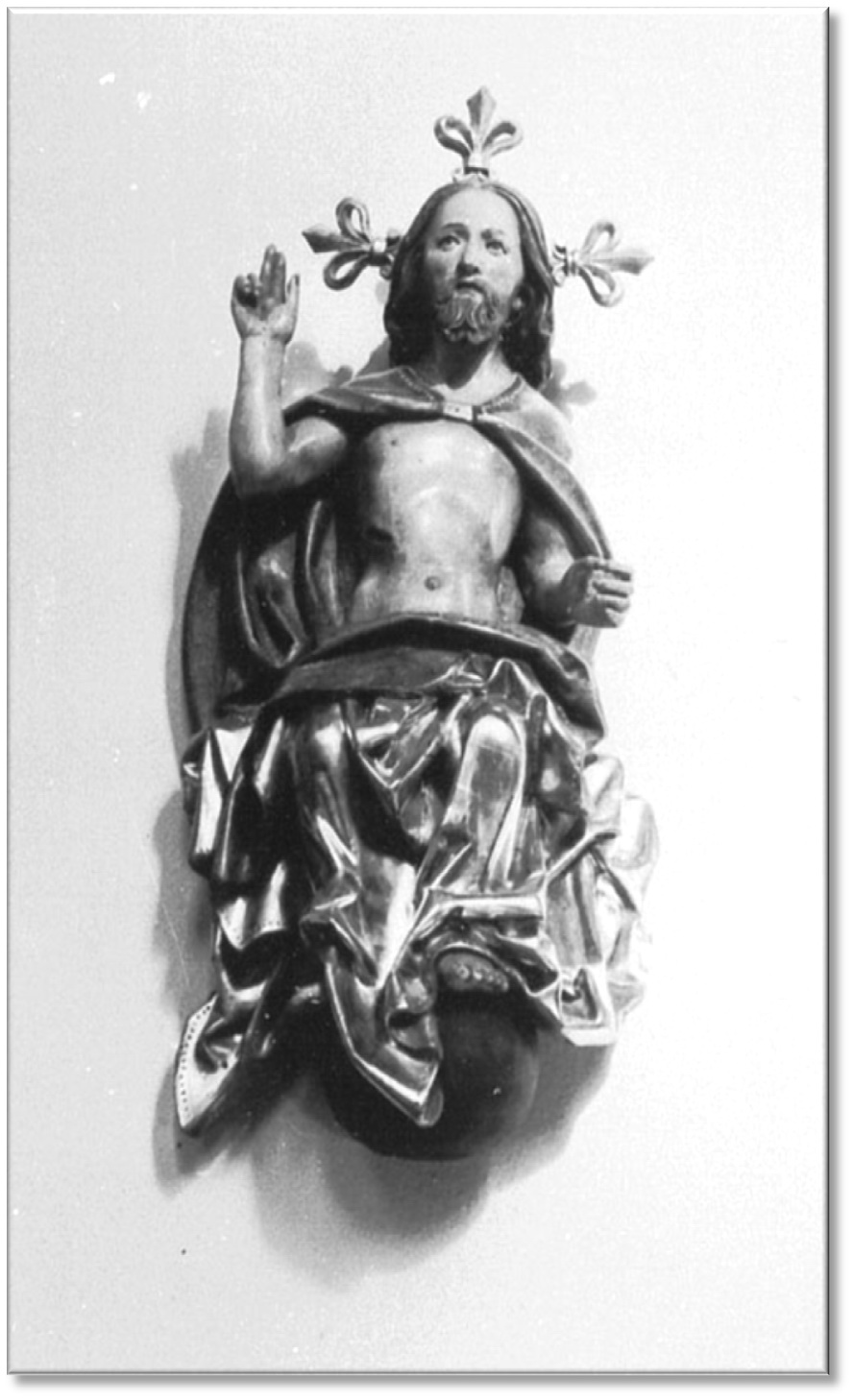
Auferstehungs-Christus

### Heilige Sippe
Die Darstellung der Heiligen Sippe befindet sich am rechten Chorbogen. Lindenholz, hinten ausgehöhlt, farbige Fassung z. T. neu. Höhe 95 cm, Breite 116 cm, Tiefe 21 cm. Bildhauer vermutlich Nikolaus Weckmann, Ulm, 1510.
Im späten Mittelalter dehnte sich die Verehrung der jungfräulichen Gottesmutter Maria auch auf deren Mutter, die hl. Anna aus. Dies führte zu der beliebten Darstellung der Anna selbdritt, also der beiden heiligen Frauen mit dem Jesuskind in ihrer Mitte. Häufig wurde die Gruppe mit dem hl. Josef und dem hl. Joachim ergänzt. Sie versinnbildlicht das Glück der Familie, in der Gott daheim ist.
Maria sitzt mit vor der Brust gekreuzten Armen, ein aufgeschlagenes Buch auf dem Schoß, eine schlichte Krone auf dem Haupt. Ihre Augen sind sinnend vor sich gerichtet. Ursprünglich trug sie in ihrer rechten Hand eine Lilie. Neben ihr die ebenfalls sitzende Mutter Anna im Kleid der Matrone, also mit Kopf- und Halsschleier. Mit beiden Händen hält sie das nackte Jesuskind, das mit dem rechten Füßchen auf der Bank steht, mit dem linken aber auf der Weltkugel balanciert, die im Mittelpunkt des Bildes liegt. Die Augen der Großmutter ruhen voller Güte und Milde auf dem Beter vor dem Altar. Hinter den beiden Frauen lehnen über einer Brüstung die beiden Männer: Josef mit verschränkten Händen, kahlem Kopf und kurzem Bart, die idyllische Szene liebevoll betrachtend. Hinter Anna stützt sich Joachim mit breitem Barett auf dem Haupt und wirbelndem Barthaar, in der angewinkelten Linken zwei weiße Tauben haltend, das Opfer beim Tempelgang.

### Taufstein
Der Taufstein entstand im Rahmen der Kirchenrenovation 1956 und wurde von dem Rottweiler Bildhauer Heinrich Schneider geschaffen. Der dreiteilige Fuß und das runde Taufbecken sind aus Trientiner Marmor geschaffen. Die Bronze-Guss-Abdeckung trägt mehrere Taufsymbole. Die Skulptur stellt die Taufe Jesu durch Johannes im Jordan dar. „Zu der Zeit kam Jesus aus Galiläa an den Jordan zu Johannes, dass er sich von ihm taufen ließe. Aber Johannes wehrte ihm und sprach: Ich bedarf dessen, dass ich von dir getauft werde, und du kommst zu mir? Jesus aber antwortete und sprach zu ihm: Lass es jetzt geschehen! Denn so gebührt es uns, alle Gerechtigkeit zu erfüllen. Da ließ er's geschehen. Und als Jesus getauft war, stieg er alsbald herauf aus dem Wasser. Und siehe, da tat sich ihm der Himmel auf, und er sah den Geist Gottes wie eine Taube herabfahren und über sich kommen. Und siehe, eine Stimme vom Himmel herab sprach: Dies ist mein lieber Sohn, an dem ich Wohlgefallen habe.“ (Mt 3,13-17 )

### Die hl. Brüder Kosmas und Damian
Der stehende, jugendliche hl. Damian (98 cm hoch) mit flacher Kappe und reichem Lockenhaar hält in der Rechten eine Flasche vor der Brust. Beide Figuren (ca. 1490) stammen vermutlich von Jörg Syrlin d. J. aus Ulm. Sie flankierten ursprünglich im „Arzt-Gilde-Altar“ der Kapelle des „Heilig-Geist-Spitals“ die Heilige Sippe, die jetzt auf der rechten Seite des Chorbogens platziert ist.

### Nikodemus und Joseph von Arimathäa
Je eine 1,00 m hohe Holzskulptur aus derselben Zeit und derselben Schule. Die beiden Figuren stammen sehr wahrscheinlich von einer ehemals hier befindlichen Grablegungsgruppe, zu der möglicherweise auch die Figuren in der Kirche zu Veringendorf gehörten.

### Auferstehungs-Christus
Auferstehungs-Christus Höhe 108 cm. Holz, um 1490, neu bemalt, unter Syrlin´schem Einfluss.
Christus sitzt frontal auf der Weltkugel, die Rechte mit Segensgestus erhoben, in der Linken das Kreuz.

### Christus am Marterpfahl
Christus am Marterpfahl, aus der ersten Hälfte des 18. Jahrhunderts.

### Hl. Sebastian
Der hl. Sebastian war Hauptmann am kaiserlichen Hof. Der Legende nach ließ Kaiser Diokletian, als er von Sebastians Glauben erfuhr, diesen an einen Baum binden und von Bogenschützen erschießen. Sebastian wurde für tot gehalten und am Hinrichtungsort liegen gelassen; aber er war von den Pfeilen nicht getötet worden. Als er sich wieder erholt hatte, trat er dem erstaunten Kaiser öffentlich entgegen, um ihm die grausame Sinnlosigkeit seiner Verfolgungen vorzuhalten. Diokletian ließ ihn daraufhin zu Tode peitschen.

## Orgel
Die Orgel auf der Empore im hinteren Teil der Kirche wurde 1957 von der Manufaktur Mönch  Orgelbau aus Überlingen erbaut. Sie verfügt über 24 Register auf zwei Manualen und Pedal. Die Trakturen sind elektropneumatisch.

## Glocken

### Geschichte
1454 – 1942: Die größte Glocke von St. Nikolaus stammte aus dem Jahr 1454 und trug in gotischen Minuskeln die Aufschrift: „0 + rex + glorie + christe + veni + cvm pace + mccccliiii“.
Am 23. Juli 1897 zersprang die kleine Glocke, die anschließend durch eine Neue ersetzt wurde.
Während des Ersten Weltkrieges wurden deutschlandweit alle Glocken erfasst und nach ihrem Alter und historischen Wert kategorisiert. So mussten 1916 die beiden kleineren Glocken der St. Nikolaus-Kirche zum Einschmelzen abgeliefert werden.
1924 stiftete Augustin Pfaff (Chicago) drei neue Glocken.
Während der Nazi-Diktatur musste die Pfarrgemeinde am 3. September 1942 alle Glocken von St. Nikolaus und Deutstetten als „Metallspende des deutschen Volkes“ abliefern.
So blieb nur das Glöcklein der Peters-Kapelle zurück. Es wanderte als Ersatz in den Glockenturm der St. Nikolaus-Kirche. Ein Zeitgenosse schrieb damals: „Wir haben das armseligste Geläute weit und breit.“

### Das neue Geläut
Bereits vier Jahre nach Kriegsende konnten fünf Glocken für die Pfarrkirche und zwei Glocken für Deutstetten neu beschafft werden. Die Feier der Glockenweihe fand am 13. März 1949 statt.
Das neue Geläut der Glockengießerei Heinrich Kurtz in Stuttgart besteht aus fünf Bronzeglocken, die von dem Erzbischöflichen Orgelinspektor Johannes Maier (Sigmaringen) und Pater Gindle (Beuron) zusammengestellt wurden.
Übersicht
| Glocke | Name                  | Durchmesser | Gewicht | Schlagton |
| ------ | --------------------- | ----------- | ------- | --------- |
| 1      | Dreifaltigkeitsglocke | 1230 mm     | 1140 kg | e’-2      |
| 2      | Christkönigsglocke    | 1030 mm     | 680 kg  | g’+0,5    |
| 3      | Marienglocke          | 910 mm      | 480 kg  | a’±0      |
| 4      | Nikolausglocke        | 800 mm      | 325 kg  | h’-0,5    |
| 5      | Schutzengelglocke     | 710 mm      | 230 kg  | cis’’+0,5 |

Erläuterungen
- Glocke 1, die größte Glocke, trägt das Bild der heiligsten Dreifaltigkeit, den sogenannten Gnadenstuhl, auf dem der Vater das Kreuz mit dem daran hängenden Sohn hält, darüber der hl. Geist. Die Glocke trägt die Inschrift: „Lasset uns preisen den Vater und den Sohn mit dem heiligen Geiste, lasset uns ihn loben und hocherheben in Ewigkeit.“[2]
- Glocke 2 ist dem Christkönig Jesus Christus geweiht mit dem entsprechenden Bild Christus König, Herr der Welt. Die Inschrift lautet: „Dir Christus König sei der Preis, du Herr ob allen Dingen, dir dient der ganze Erdenkreis, im großen und geringen, du höchster König, starker Gott, schirm alle uns hienieden, gib uns den Feinden nicht zum Spott und schenk uns endlich Frieden.“[2]
- Glocke 3 ist der Mutter Gottes geweiht und zwar dem unbefleckten Herzen Maria. In dem Bild weist die Muttergottes mit der Linken auf ihr Herz, während die Rechte eine anmutige, einladende Haltung zeigt. Auf der gleichen Glocke ist das Bild des Benediktinermönches Hermann des Lahmen aus dem Geschlecht der Grafen von Altshausen-Veringen mit Krücke und Weltkugel. Die Inschrift lautet: „0 Mutter der Barmherzigkeit, du unseres Lebens Süßigkeit, du unsere Hoffnung, sei gegrüßt, o hilf, wenn unser Aug sich schließt.“ Hermann der Lahme war genialer Mönch der Reichenau und wurde von seinen Zeitgenossen „Wunder des Jahrhunderts“ genannt. Er ist mutmaßlicher Verfasser des „Salve Regina“.[2]
- Glocke 4  trägt das Bild des Kirchenpatrons, des hl. Bischofs Nikolaus. Die Inschrift lautet: „Sankt Nikolaus, du starker Hort, sei Helfer uns in jeder Not, und führ uns hin zu Gottes Thron, bleib immer unser Schutzpatron.“ Auf der Glocke ist weiter zu lesen: „Pfarrer war Wilhelm Dreher. Bürgermeister war Stefan Fink 1949.“ Ebenso werden die beiden Veringer Ehrenbürger erwähnt: „Andenken an Apostolischen Protonotar, Domdekan und Generalvikar Adolf Rösch, Freiburg, und Generalvikar P. Ildefons Deigendesch C.S.B. Missionsprälat, Rio Branco, Brasilien“.[2]
- Glocke 5 ist dem Schutzengel geweiht und zeigt den Engel, wie er schützend seine Hand über ein Kind hält. Diese Glocke als Taufglocke gedacht, trägt die Inschrift: „Dankt Kinder für der Taufe Gnad. Treu, Unschuld, Wahrheit, sei euer Pfad.“[2]

Im Uhrwerk der Turmuhr sorgt eine mechanische Steuerung für den Uhrenschlag der Glocken. Die Glocken 1 und 2 werden für den wiederholenden  Stundenschlag genutzt, die Glocken 3 und 4 übernehmen den Viertelstundenschlag.

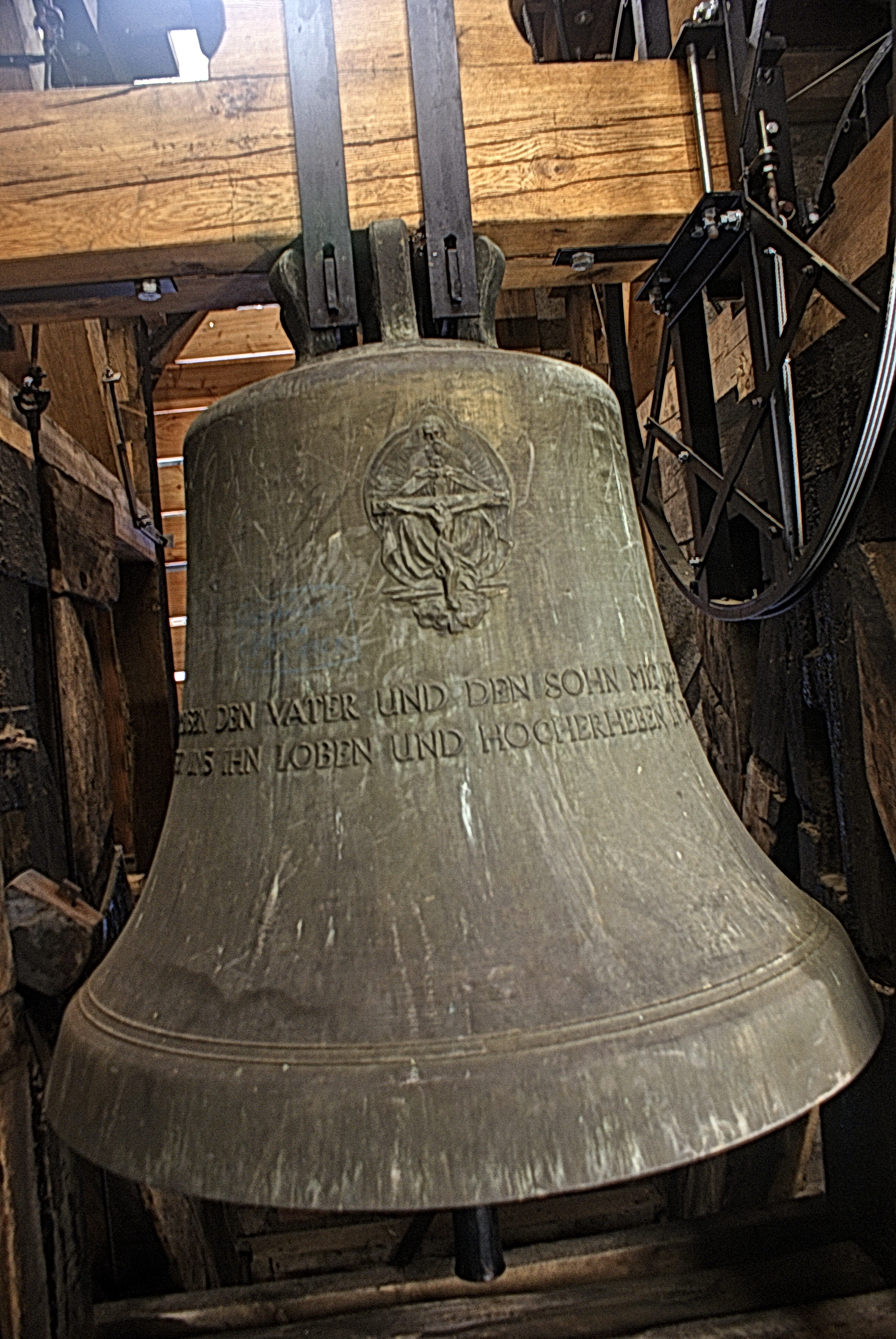
1. Glocke, Motiv: Gnadenstuhl
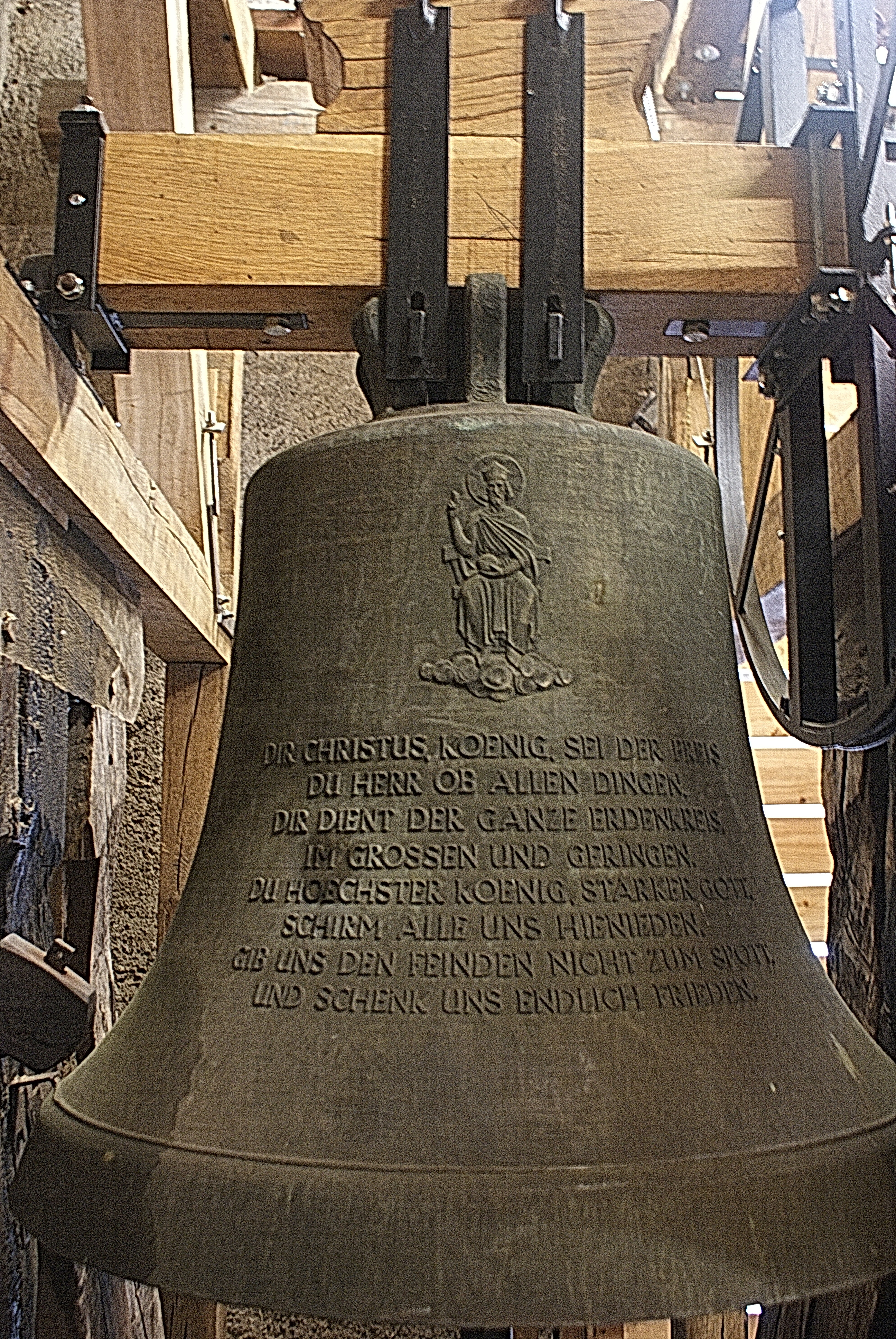
2. Glocke, Motiv: Christkönig
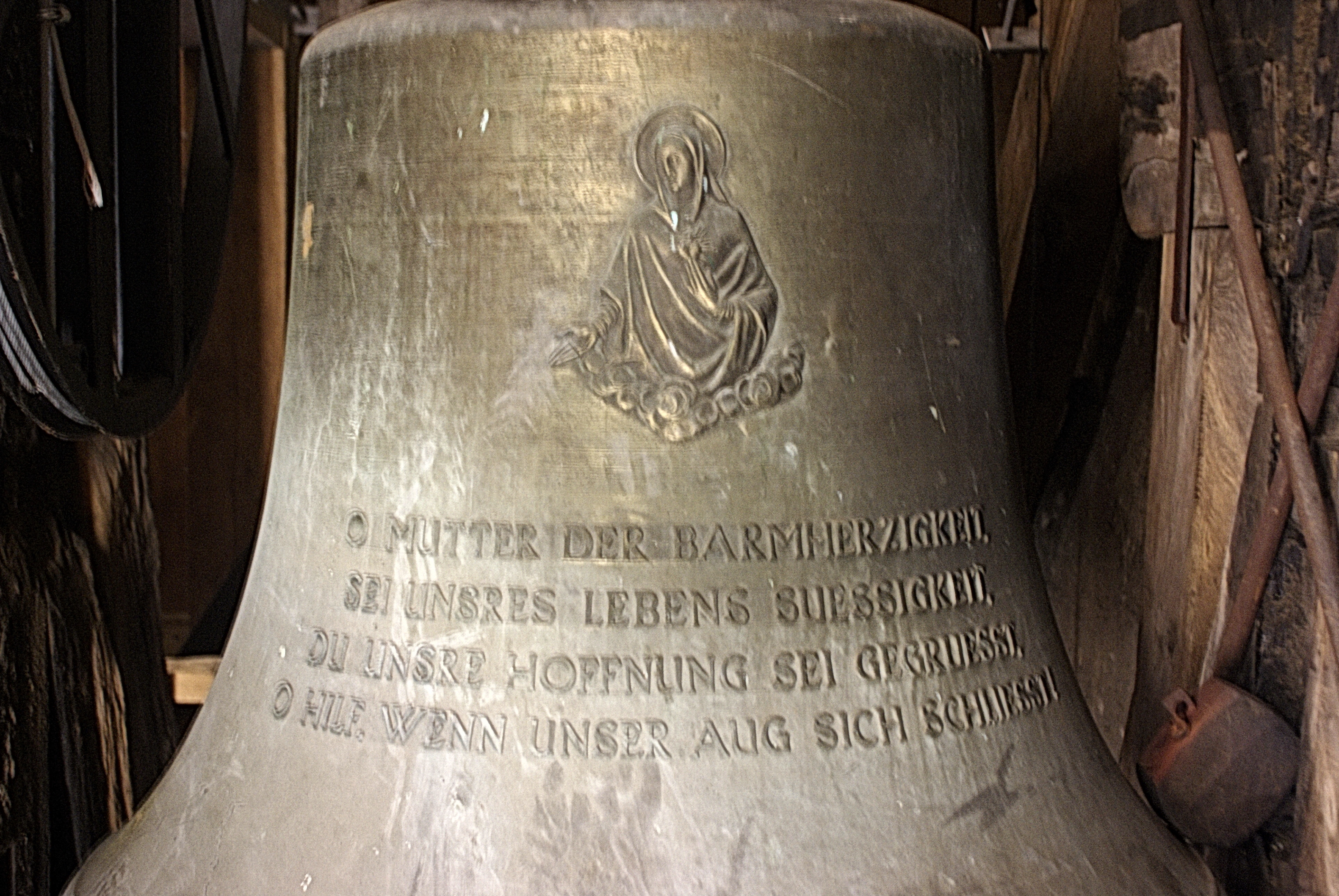
3. Glocke, Motiv: Mutter Gottes
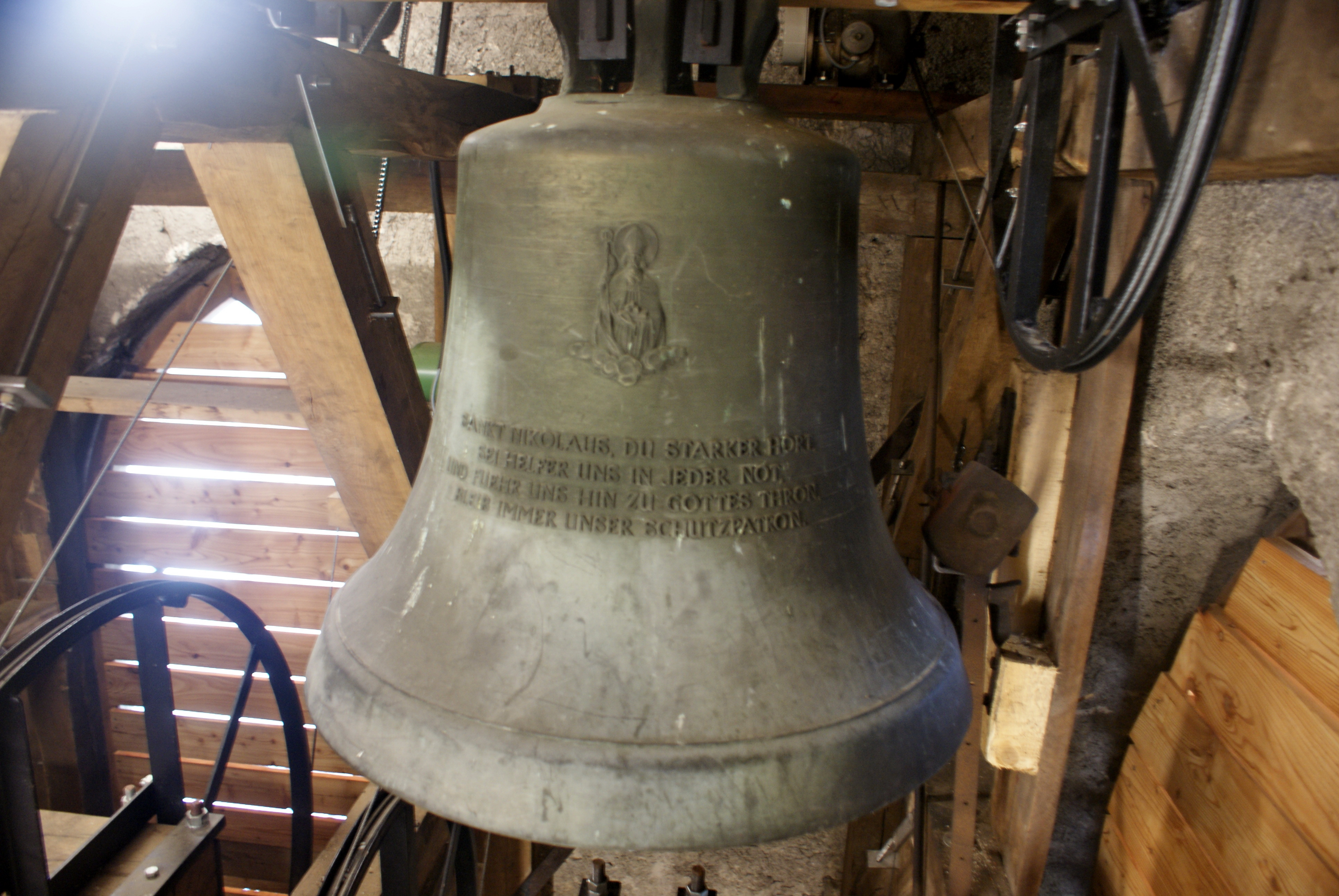
4. Glocke, Motiv: Bischof Nikolaus
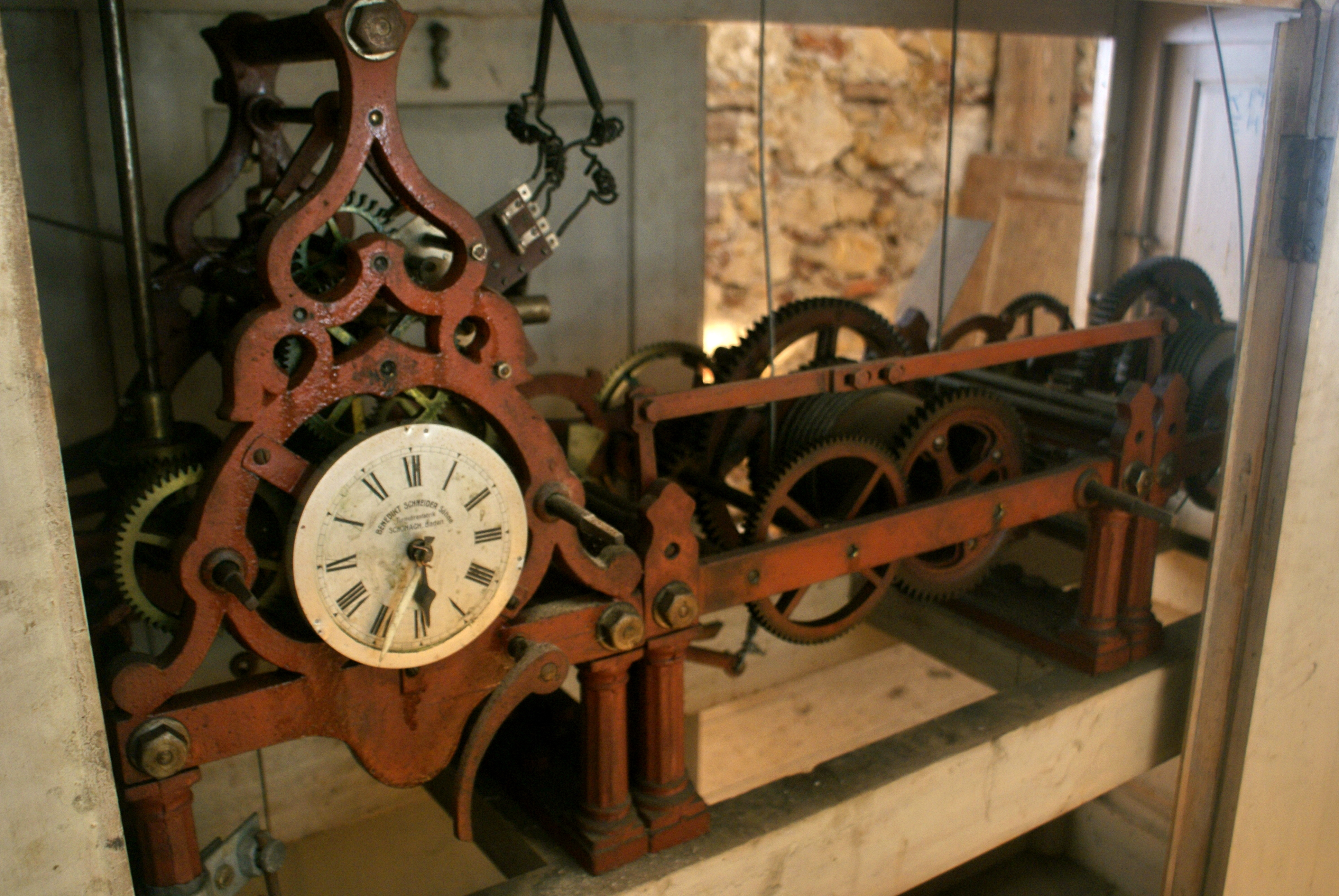
Uhrwerk der Turmuhr

Historische Aufnahmen: St. Nikolaus Veringenstadt, Glockenweihe und Glockenaufzug 1949
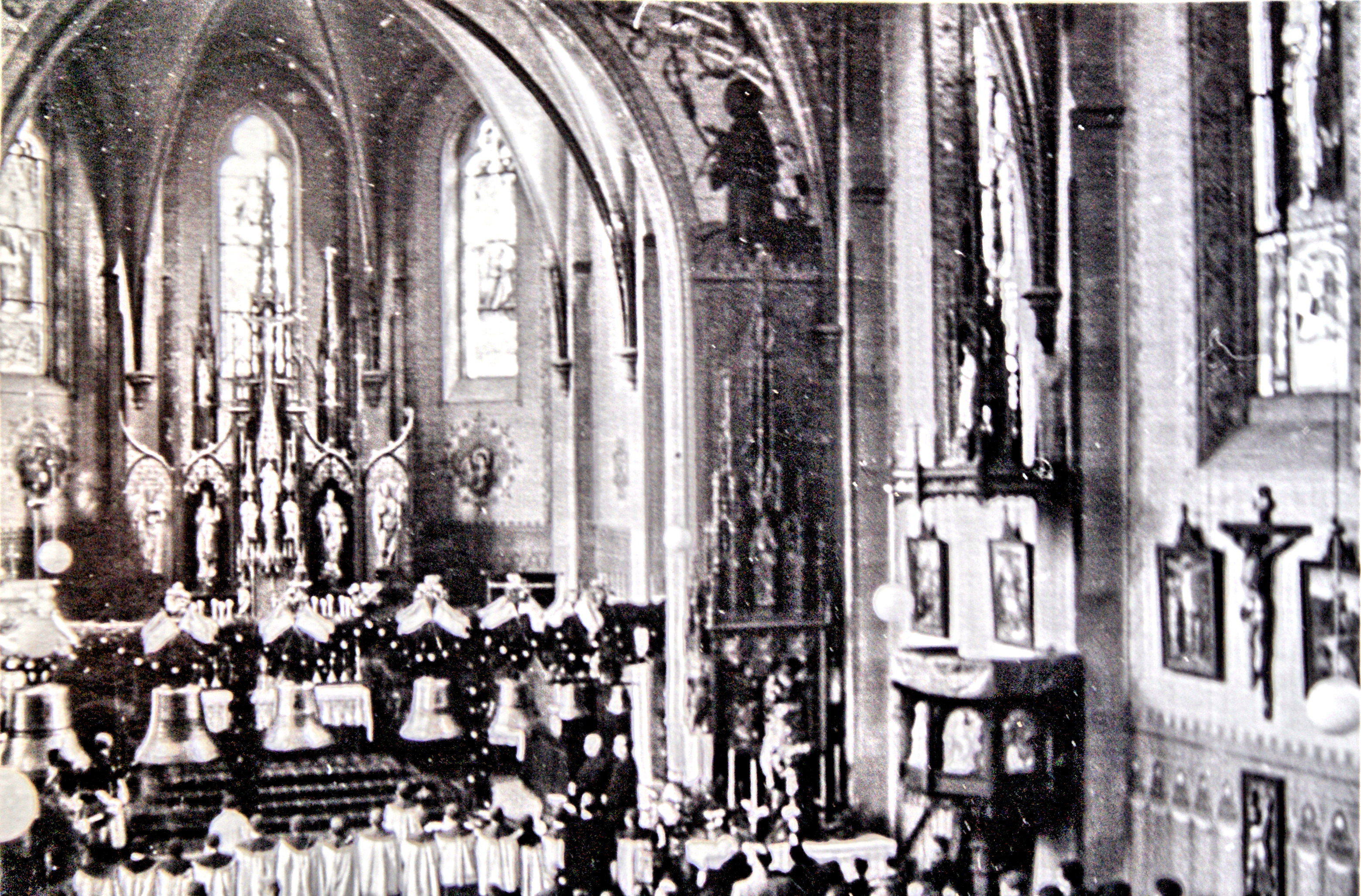
Glockenweihe
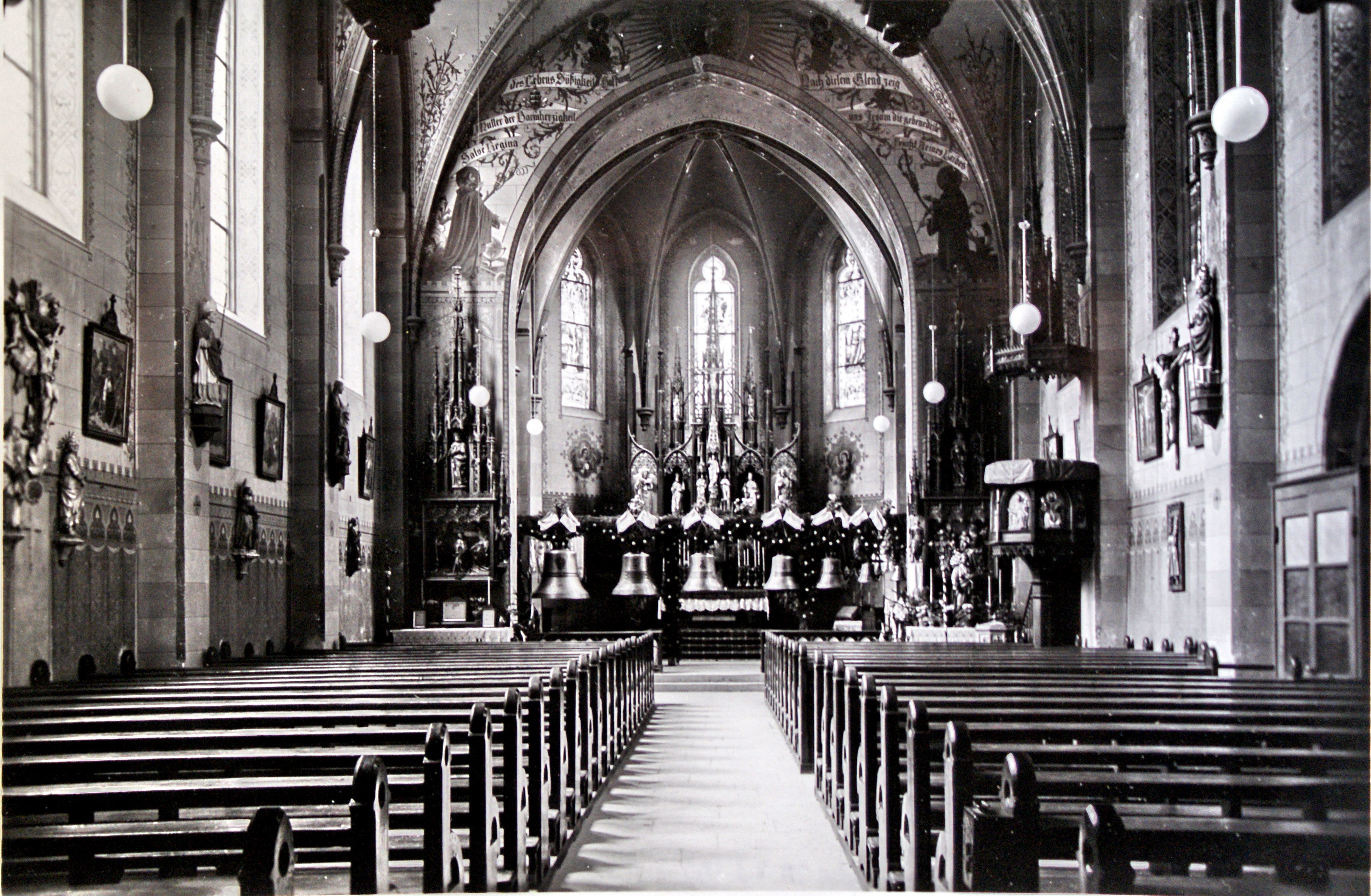
Glockenweihe
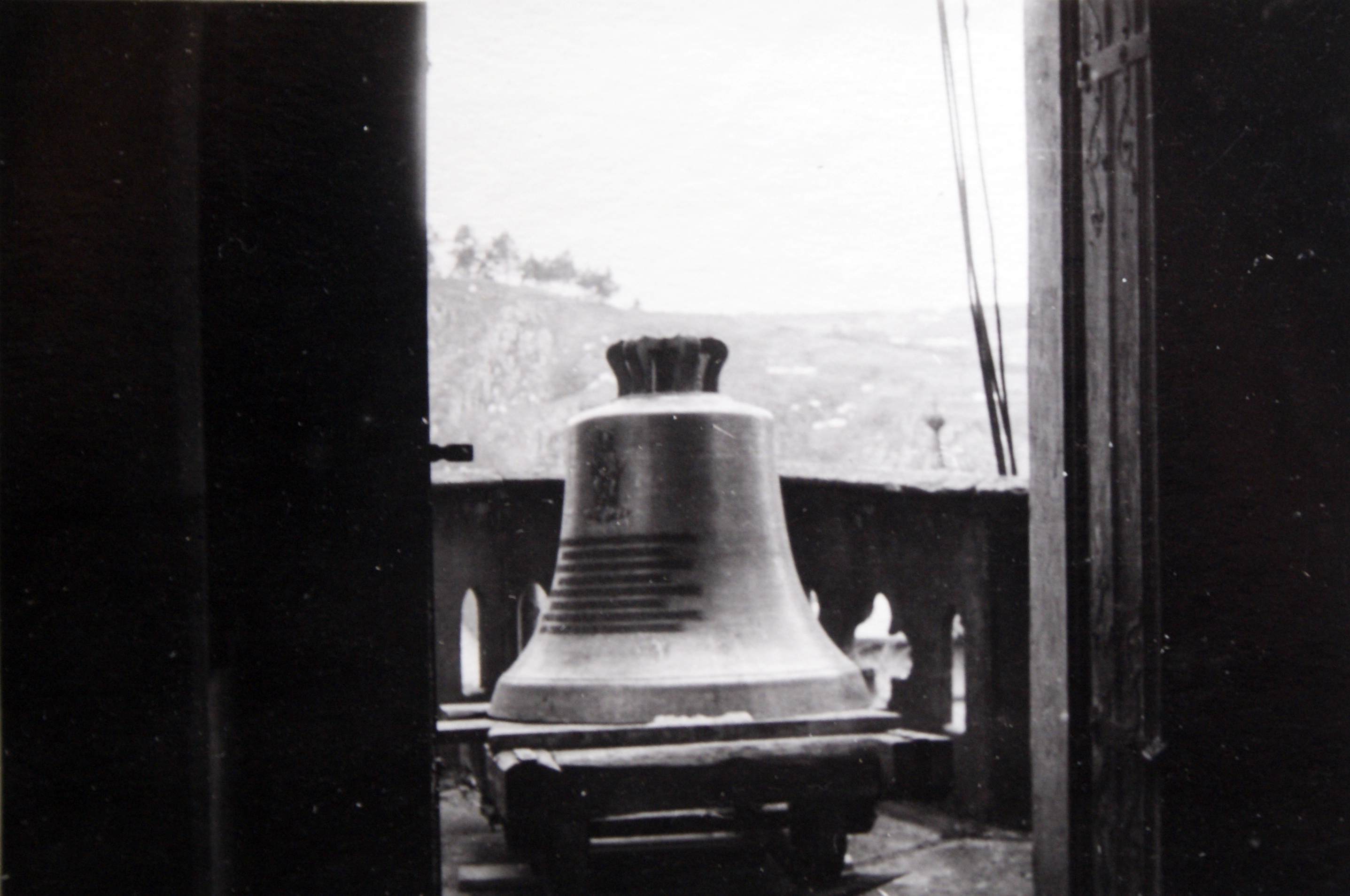
Glockenaufzug
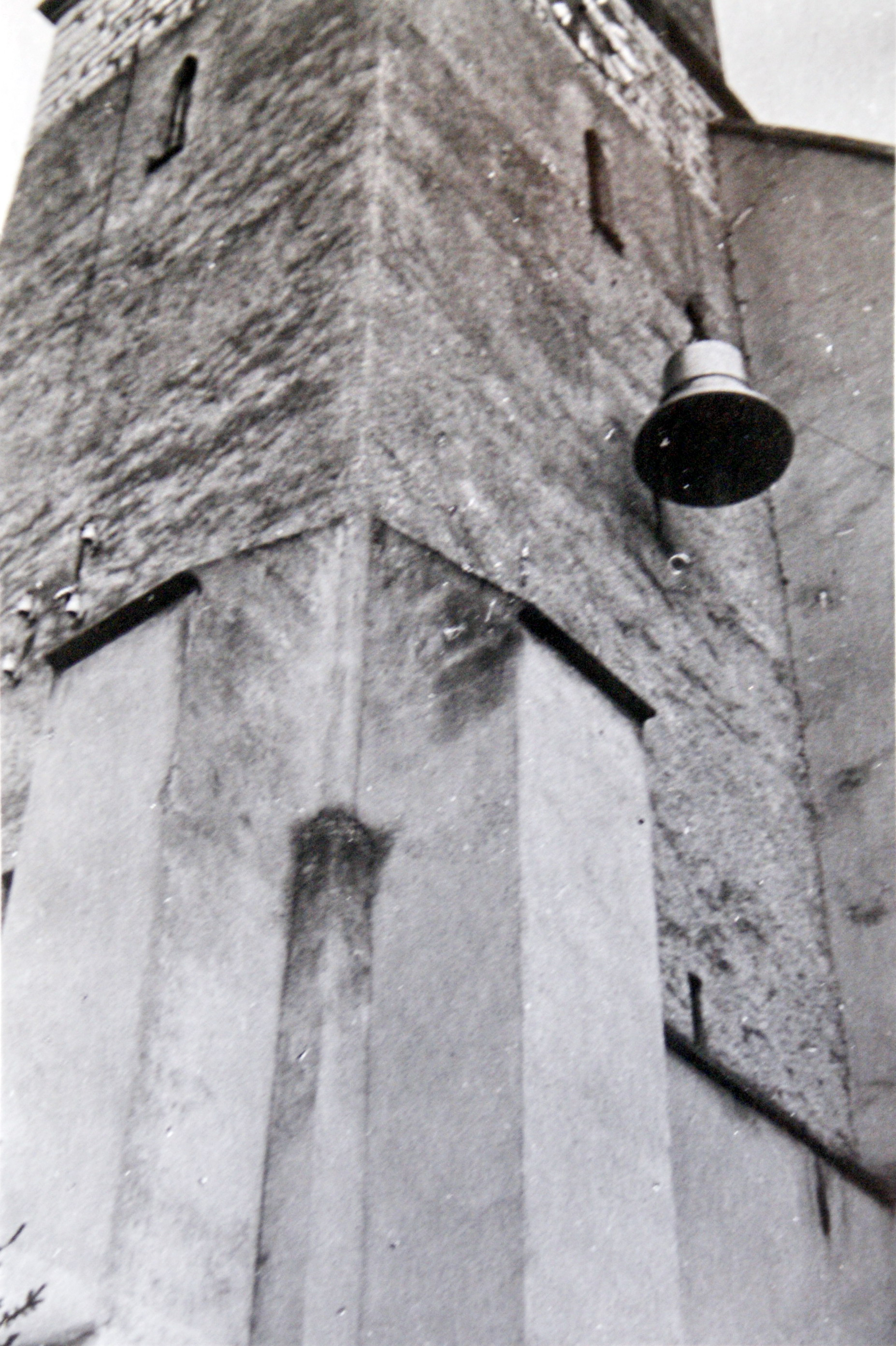
Glockenaufzug
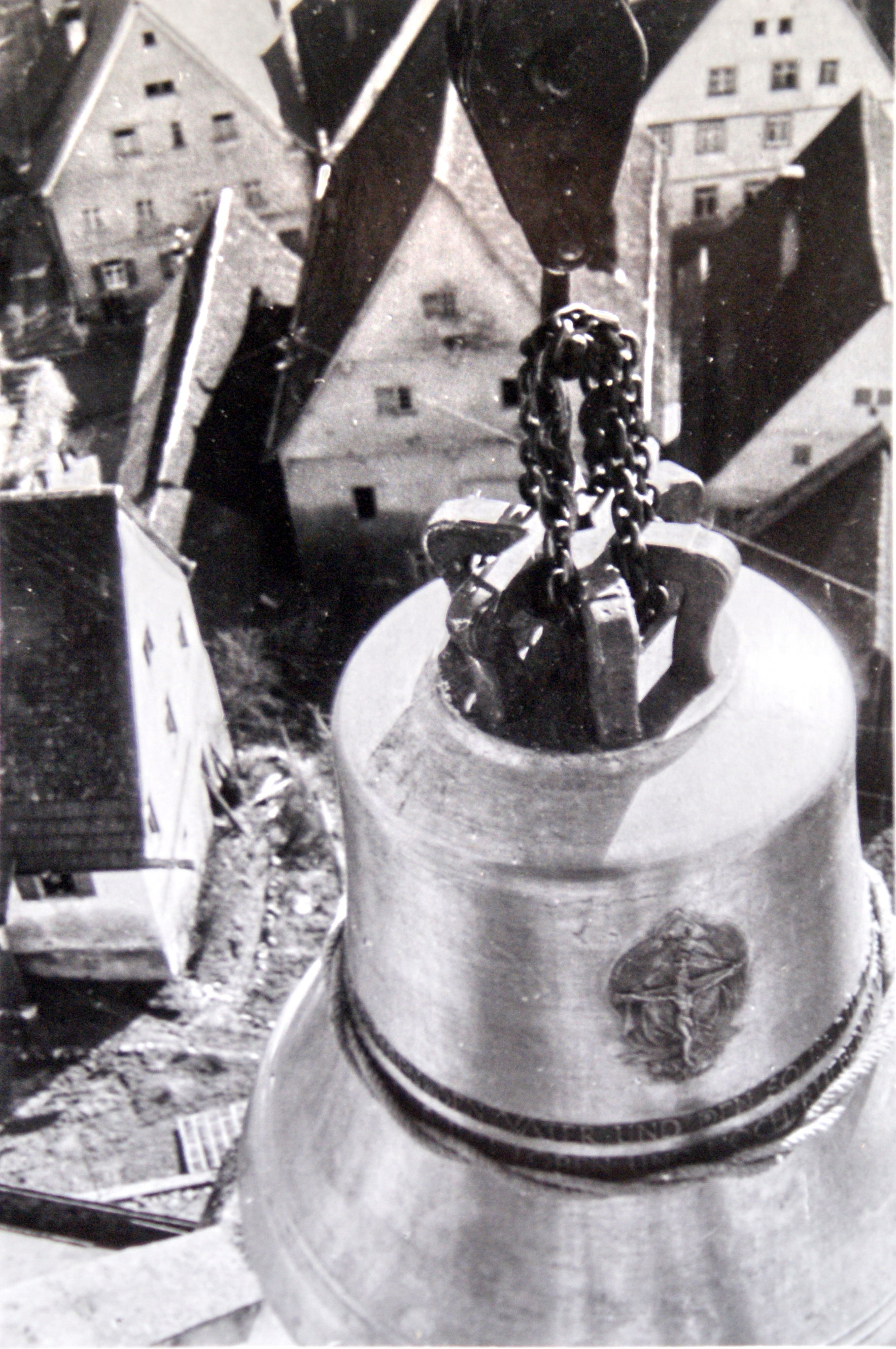
Glockenaufzug